# Liste der Straßen und Plätze in Berlin-Moabit

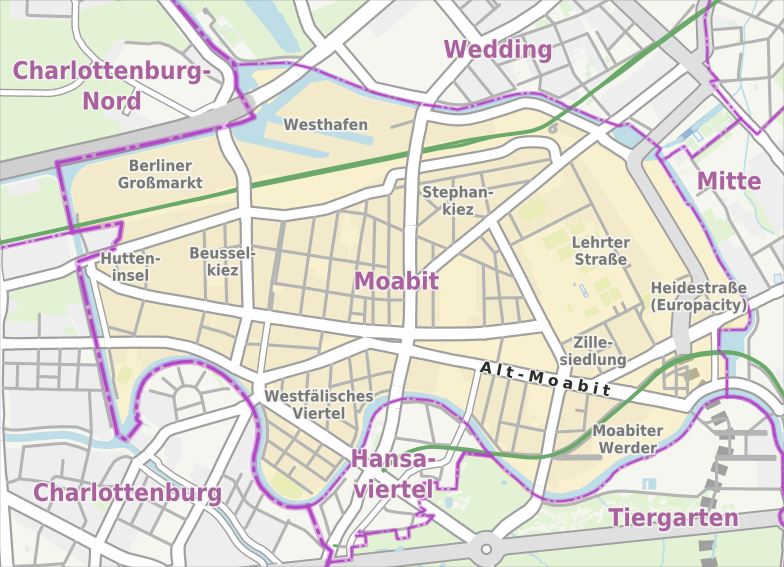
Übersichtskarte von Berlin-Moabit

Die Liste der Straßen und Plätze in Berlin-Moabit beschreibt das Straßensystem im Berliner Ortsteil Moabit mit den entsprechenden historischen Bezügen. Gleichzeitig ist diese Zusammenstellung ein Teil der Listen aller Berliner Straßen und Plätze.

## Überblick

### Einteilung
Moabit ist in die Ortslagen Stephankiez rund um den Stephanplatz, den Beusselkiez, den Huttenkiez oder Hutteninsel, da sie durch das Industriegebiet Martinikenfelde abgetrennt ist, das Westfälische Viertel (zwischen Stromstraße, Alt-Moabit, Gotzkowskystraße und Spree), den Lehrter-Straßen-Kiez und den Moabiter Werder unterteilt. Vom Amt für Statistik Berlin-Brandenburg werden die Bereiche „21 Moabit West“ (W) und „22 Moabit Ost“ (O) unterschieden. Zu Moabit West gehören der Huttenkiez (W 01), der Beusselkiez (W 02), der Westhafen (W 03), die Emdener Straße (W 04), die Zwinglistraße (W 05) und die Elberfelder Straße (W 06). Zu Moabit Ost gehören der Stephankiez (O 01), die Heidestraße (O 02), die Lübecker Straße (O 03), die Thomasiusstraße (O 04), die Heinrich-Zille-Siedlung (O 05), die Lüneburger Straße (O 06) sowie das Hansaviertel (O 07).
Wichtige Verbindungen in Ost-West-Richtung sind
- die Straße Alt-Moabit mit der Verlängerung in der Kaiserin-Augusta-Allee
- die Turmstraße mit der sich anschließenden Huttenstraße
- die Invalidenstraße
- die Perleberger Straße
- der Straßenzug Sickingenstraße–Siemensstraße–Quitzowstraße und Ellen-Epstein-Straße als Entlastung der Quitzowstraße.

Wichtige Nord-Süd-Verbindungen sind
- die Beusselstraße
- die Stromstraße–Putlitzstraße
- die Rathenower Straße
- die Lehrter Straße.

Im Berliner Straßenentwicklungsplan (StEP) ist das Straßensystem seiner Bedeutung nach geordnet, wobei die 60 Meter der A 100 zur Seestraße im Ortsteil zum übergeordneten Straßensystem gehören. Zu diesem zählt die B 96 auf Seller-, Heide- und Minna-Cauer-Straße, fortgesetzt im Tunnel Tiergarten Spreebogen (TTS) mit Hauptfahrbahn und den Ein-/Ausfahrten Heide- und Invalidenstraße, einschließlich 190 Meter Aus-/Einfahrt „Tiefgarage Lehrter Bahnhof“, der auf Moabiter Gebiet liegt. Zudem gehören entsprechend der Innenstadtlage auch Alt-Moabit (2250 Meter), Altonaer Straße, An der Putlitzbrücke, Beussel-, Ellen-Epstein-, Erna-Samuel-, Fennstraße, die Föhrer Brücke und das Friedrich-Krause-Ufer, Heide-, Invalidenstraße, Kaiserin-Augusta-Allee, Lessing-, Levetz-, Paul-, Perleberger, See-, Siemensstraße, Spreeweg und Stromstraße zu den übergeordneten Straßenverbindungen (Kategorie II) im Berliner System eingeordnet. Ergänzt wird dieses System durch die Straßen mit regionaler Bedeutung (Kategorie III): Alt-Moabit (teilweise), Gaußstraße, Gotzkowsky-, Huttenstraße, Neues Ufer, Perleberger, Rahel-Hirsch-, Rathenower, Seller-, Sickingen- und Turmstraße.
Moabit hat 84.113 Einwohner (Stand: 31. Dezember 2023) und umfasst die Postleitzahlenbereiche 10551, 10553, 10555, 10557, 10559 und 13353.

### Entstehung des Straßensystems
Bis in die 1820er Jahre bestand das Straßennetz im „Alt-Moabit“ genannten Teil aus dem traditionellen Heerweg nach Spandau (Alt-Moabit), der Stromstraße, der Brückenstraße (Kirchstraße) und der Turmstraße, der Heidestraße und der Invalidenstraße. Mit der Entwicklung des nördlich der Turmstraße gelegenen „Neu-Moabits“ wurden von der Forst und Oeconomie-Deputation die Wald-, Beussel-, Strom- und Birkenstraße angelegt.
Im Jahr 1862 erfolgte die Aufstellung des Hobrechtschen Bebauungsplans Abteilung VII für Moabit und Abteilung VIII für Neu-Moabit, der zusammen mit der Aufgabe des Königlichen Artillerie-Laboratoriums (1872) zu einer verstärkten Bebauung und damit zur Anlage eines neuen Straßensystems führte. Bei Beginn des Ersten Weltkriegs war der Ausbau des Straßennetzes abgeschlossen. Im 21. Jahrhundert entsteht rund um den Hauptbahnhof die Europacity mit weiteren Erschließungsstraßen.
Viele Straßen sind nach Personen der Reformation, nach Orten in Nordrhein-Westfalen (Westfälisches Viertel), nach Hansestädten oder Orten in der Prignitz benannt. Neuere Straßennamen sind Frauen gewidmet, was auf den Beschluss der BVV zurückgeht den Anteil von bedeutsamen Frauen als Namensgeber zu erhöhen.

## Übersicht der Straßen und Plätze
Die nachfolgende Tabelle gibt eine Übersicht über die vorhandenen Straßen und Plätze im Ortsteil sowie einige dazugehörige Informationen.
- Name/Lage: aktuelle Bezeichnung der Straße oder des Platzes. Über den Link Lage kann die Straße oder der Platz auf verschiedenen Kartendiensten angezeigt werden. Die Geoposition gibt die Lage der ungefähren Mitte der Straßenlänge an.
- Im amtlichen Straßenverzeichnis nicht aufgeführte Verkehrswege sind mit * gekennzeichnet.
- Ehemalige oder nicht mehr gültige Straßennamen sind kursiv gesetzt. Für bedeutende ehemalige Straßen oder historische Straßennamen ist gegebenenfalls eine gesonderte Liste vorhanden.
- Länge/Maße in Metern:
Die in der Übersicht enthaltenen Längenangaben sind  gerundete Übersichtswerte, die in Google Earth mit dem dortigen Maßstab ermittelt wurden. Sie dienen Vergleichszwecken und werden, sofern amtliche Werte bekannt sind, ausgetauscht und gesondert gekennzeichnet.
Bei Plätzen sind die Maße in der Form a × b für rechteckige Anlagen und für (ungefähr) dreieckige Anlagen als a × b × c mit a als längster Seite angegeben.
Sofern die Straße auch in benachbarte Ortsteile weiterführt, gibt der Zusatz ‚im Ortsteil‘ an, wie lang der Straßenabschnitt innerhalb des Ortsteils dieses Artikels ist.
- Namensherkunft: Ursprung oder Bezug des Namens.
- Anmerkungen: weitere Informationen über anliegende Baudenkmale oder Institutionen, die Geschichte der Straße und historische Bezeichnungen.
- Bild: Foto der Straße oder eines anliegenden Objektes.

| Name/Lage                        | Länge/Maße (in Metern)    | Namensherkunft | Datum der Benennung | Anmerkungen | Bild |
| -------------------------------- | ------------------------- | --- | ------------------- | --- | --- |
| Agnes-Zahn-Harnack-Straße (Lage) | 0140                      | Agnes von Zahn-Harnack (1884–1950), bürgerliche Frauenrechtlerin und Widerstandskämpferin                                         | 16. Mai 2005        | Die Agnes-Zahn-Harnack-Straße verläuft direkt an der Südseite des Hauptbahnhofs. Die Straße wurde neben weiteren auf Beschluss der BVV benannt, um den Anteil von Frauen als Namensgeberin zu erhöhen. Die schmale Straße liegt zwischen dem Hauptbahnhof und einem Hotel. | Agnes-Zahn-Harnack-Straße |
| Agricolastraße (Lage)            | 0500                      | Johannes Agricola (1494–1566), evangelischer Theologe und Schüler Martin Luthers                                                  | 19. Dez. 1912       | Bei der Neuanlage hieß sie Straße 33b, Abt. VIII des Bebauungsplans. Die ruhige Wohnstraße mit durchgehender Bebauung verbindet das Wikingufer mit dem Hansaufer im Bereich des Spreebogens. Hier befindet sich die Landesbildstelle. Die Wohnanlagen Nr. 13–15 von 1925 und die Wohnanlage Nr. 29–33a von 1926 sind gelistete Baudenkmäler. | Agricolastraße |
| Alice-Berend-Straße (Lage)       | 0220                      | Alice Berend (1875–1938), Schriftstellerin                                                                                        | 7. Sep. 1999        | Die Wohnstraße erschließt an der Südseite der Ringbahnstrecke die Wohnanlage auf dem Moabiter Werder. Diverse Gewerbeeinrichtungen sind in den S-Bahn-Bögen unter der Bahnlinie angesiedelt. Dort gibt es mehrere Durchgänge zum Wohngebiet nördlich der Bahnlinie. | Alice-Berend-Straße |
| Alt-Moabit (Lage)                | 2870                      | Ortskern von Moabit | 14. Mai 1875        | Einzelne Straßenabschnitte hießen anfangs Spandauer Heerweg (13. Jh.–1848), Moabiter Chaussee (1848–1875) und Birken-Allee (1848–1875). Als wichtige Ost-West-Verbindung führt Alt-Moabit von der Moltkebrücke zur Beusselstraße und geht dort in die Kaiserin-Augusta-Allee über. Hier befinden sich mehrere markante Bauwerke und Parks: der Carl-von-Ossietzky-Park, der Kleine Tiergarten und der Ottopark; das Restaurant „Paris–Moskau“ von 1897, die Untersuchungshaftanstalt Moabit von 1877, die Dampfmühle F. W. Schütt sowie die ehemaligen Produktionsgebäude der Meierei C. Bolle auf dem Gebiet des Focus Teleport, auf dem sich das Innenministerium angesiedelt hat. Gegenüber der Kirchstraße steht die St.-Johannis-Kirche. Das stillgelegte Pumpwerk VIII an der Gotzkowskystraße wird als Veranstaltungsort (Universal Hall) genutzt. | Alt-Moabit · Blick vom Holsteiner Ufer Richtung Lessingbrücke/Stromstr und Focus Teleport · Blick von Holsteiner Ufer/Moabiter-Brücke Richtung Bolle-Meierei · Restaurant Paris-Moskau |
| Am Hamburger Bahnhof (Lage)      | 0400                      | Hamburger Bahnhof, ehemaliger Bahnhof                                                                                             | 18. Aug. 2015       | Die Stichstraße zweigt von der Invalidenstraße ab und erschließt die Grundstücke nördlich des Hamburger Bahnhofs | Am Hamburger Bahnhof |
| An der Putlitzbrücke (Lage)      | 0220                      | Putlitzbrücke, die das Ringbahngelände überspannt                                                                                 | 16. Okt. 1911       | Die Auffahrt zur Putlitzbrücke trägt diesen Namen. Sie geht dann – wahrscheinlich ab Bahnhof Westhafen – in die Putlitzstraße über. Eine genaue Abgrenzung ist nicht feststellbar. | An der Putlitzbrücke |
| Arminiusstraße (Lage)            | 090                       | Arminius (um 17 v. Chr. bis um 21 n. Chr.), Stammesführer der Cherusker                                                           | 14. Apr. 1936       | Am 14. April 1936 wurde der nach dem Bau des Rathauses Tiergarten verbliebene Teil der Straße Am Arminiusplatz in Arminiusstraße umbenannt. Die hier vorhandene Arminusmarkthalle ist ein gelistetes Baudenkmal. | Arminius-Markthalle |
| Bandelstraße (Lage)              | 0410                      | Ernst von Bandel (1800–1876), Bildhauer und Erbauer des Hermannsdenkmals                                                          | 29. Nov. 1876       | Sie wurde als Straße 14a, Abt. VII des Bebauungsplans, 1875 angelegt und mit Bezug auf die in der Nähe verlaufende Arminiusstraße nach Ernst von Bandel benannt. In der Nr. 39/40 befindet sich die St.-Laurentius-Kirche. | Christ Embassy Church |
| Berlichingenstraße (Lage)        | 0500                      | Götz von Berlichingen (1480–1562), fränkischer Reichsritter                                                                       | 2. Dez. 1898        | Die im ehemaligen Ortsteil Martinikenfelde liegende Straße wurde als Straße 31, Abt. VI des Bebauungsplans, angelegt. Auf der westlichen Seite steht an der Ecke Huttenstraße eine der größten Berliner Werkshallen, die nach Plänen von Peter Behrens 1909 erbaute AEG-Turbinenfabrik. Die 25 m hohe und 124 m lange Halle wurde 1939 verlängert und ist nun 247 m lang. Hier werden von Siemens immer noch Turbinen hergestellt, die in alle Welt geliefert werden. Am nördlichen Ende liegt die ehemalige Glühlampenfabrik der AEG (ab 1939: Telefunken-Werk für Elektronenröhren), in der aktuell eine Agentur für Arbeit untergebracht ist. Auf der östlichen Straßenseite stehen einige sanierungsbedürftige Wohnhäuser. Die Wohnstraße mit Kopfsteinpflaster ist relativ ruhig. Es gibt zwei Fußgängerdurchgänge mit Spielplätzen zur Rostocker Straße. Am südlichen Durchgang steht das Jugendhaus. | Berlichingenstraße |
| Bertha-Benz-Straße (Lage)        | 0130                      | Bertha Benz (1894–1944), Motorenentwicklerin und Ehefrau von Carl Benz                                                            | 16. Mai 2005        | Die Straße entstand in Verbindung mit dem Bau des Hauptbahnhofs. Hier soll das Lehrter Stadtquartier entstehen. Hierzu wurde bereits 1994 ein städtebaulicher Wettbewerb durchgeführt, aus dem der Entwurf von Oswald Mathias Ungers siegreich hervorging. Auf dieser Grundlage wurde ein Bebauungsplan im Sommer 2006 abgeschlossen. Hauptgrundstückseigentümer ist die Immobiliengesellschaft Vivico, die auch das nördliche Gelände Europacity entwickelt. | Berta-Benz-Straße |
| Beusselstraße (Lage)             | 1460                      | Georg Christian Beussel (1774–1864), Gutsbesitzer und Amtmann in Moabit                                                           | vor 1861            | Die laute Wohn- und Geschäftsstraße mit sanierungsbedürftigen Altbauten durchquert ganz Moabit in Nord-Süd-Richtung vom Spree-Ufer bis zur Ludwig-Hoffmann-Brücke über den Westhafenkanal. Sie wurde bereits zwischen 1818 und 1822 angelegt, 1861 ist sie im Nachweis der Straßen und Plätze Berlins genannt. Am 1. Mai 1894 erfolgte die Eröffnung des nach der Straße benannten S-Bahnhofs. Am 2. November 1953 wurde auch die Nord-Süd-Verbindungsstraße zwischen dem Bahnhof Beusselstraße und der Einmündung des Goerdelerdammes offiziell mit Beusselstraße benannt. In den Jahren 1968 bis 1970 erhielten weitere Grundstücke am Großmarkt den Straßennamen. An der Wiclefstraße befindet sich die Reformationskirche, erbaut 1905–1907 und an der Siemensstraße das ehemalige Stellwerk MWT, die beide gelistete Baudenkmale sind. Zwischen Bahngelände und Westhafenkanal liegen der Berliner Großmarkt sowie der Zugang zum Westhafengelände. | Reformationskirche in der Beusselstraße · Beusselstraße südlicher Abschnitt |
| Birkenstraße (Lage)              | 1030                      | Birken, Baumart | 1823                | Sie ist eine der ältesten Straßen Moabits und wurde in den Jahren 1822 bis 1834 angelegt, auch um die ehemalige Pulvermühle mit dem Schießplatz der Gardeartillerie in der Jungfernheide zu verbinden. Ihren Namen trägt sie seit 1823 nach der Birkenallee, die sich dort befand. Eine offizielle Benennung der Straße soll 1885 erfolgt sein. Am 28. November 1977 erhielten die Grundstücke im Bereich der ehemaligen Vorgärten gleichfalls diesen Namen. Auf dem Grundstück zwischen Birkenstraße und Stephanstraße befand sich die Paech-Brot-Fabrik, die 2004 abgerissen wurde. Hier entstand das Dienstleistungszentrum Moa Bogen. Die Häuser Nr. 17, 49 und das Gebäudeensemble Nr. 53–55 sind gelistete Baudenkmale. | Birkenstraße · Moa Bogen |
| Bochumer Straße (Lage)           | 0430                      | Bochum, zweitgrößte Stadt Westfalens                                                                                              | 13. Apr. 1904       | Sie wurde als Straße 30c, Abt. VII des Bebauungsplans, angelegt. Sie liegt zwischen Alt-Moabit und dem Bundesratufer. Hier befindet sich das Gebäude des Friedrich-Werderschen Gymnasiums, das seit 1936 von der Staatlichen Technikerschule Berlin benutzt wird. Die Straße liegt im Westfälischen Viertel und kreuzt die Essener Straße. Eine Wohnstraße mit dichter überwiegend aus Altbauten bestehenden Bebauung. Ein kleiner Platz zwischen Bochumer Straße und Bundesratufer mit Ruhebänken, Rasen und Blumen wird als Bochumer Platz geführt, wurde allerdings nicht gewidmet. | Bochumer Straße |
| Bredowstraße (Lage)              | 0680                      | Adalbert von Bredow (1814–1890), preußischer Generalleutnant                                                                      | 4. Apr. 1895        | Sie wurde 1893/1894 als Straße 9a, Abt. VIII des Bebauungsplans, angelegt. Die verkehrsberuhigte Wohnstraße (Kopfsteinpflaster) mit teilweise guter Altbausubstanz verbindet die Turmstraße mit der Birkenstraße. Nördlich der Wiclefstraße gibt es einen Fußgängerdurchgang zur Bremer Straße und zum angrenzenden Unionpark an der Bremer Straße. | Bredowstraße |
| Bremer Straße (Lage)             | 0820                      | Bremen, Hansestadt an der Weser                                                                                                   | 5. Jan. 1877        | Sie hieß bei ihrer Anlage Straße 6, Abt. VIII des Bebauungsplans. Sie liegt verkehrsberuhigt zwischen Alt-Moabit und Quitzowstraße, Parallelstraßen sind die Emdener und die Oldenburger Straße. An der Bugenhagenstraße befindet sich die Jugendverkehrsschule des Bezirks Mitte. Die Häuser Nr. 63 und 64 sowie die Nr. 68 sind gelistete Baudenkmale. Die verkehrsberuhigte Wohnstraße besitzt teilweise gute Altbausubstanz und Baumbestand. Zwischen Wiclefstraße und Unionstraße verläuft parallel zur Bremer Straße ein Durchgang zum weitläufigen „Unionpark“ an der Bremer Straße mit Spielplätzen und Ruhezonen inmitten des dicht bebauten Moabit. Und es gibt einen Fußgängerdurchgang von der Straße zum Park und einen Durchgang zur Bredowstraße. Am nördlichen Ende der Bremer Straße, an der Siemensstraße, liegt ein Skaterplatz. | Bremer Straße |
| Bugenhagenstraße (Lage)          | 0350                      | Johannes Bugenhagen (1485–1558), Theologe und Mitarbeiter Martin Luthers                                                          | 18. Jan. 1892       | Die Straße 8, Abt. VII des Bebauungsplans, wurde 1892 benannt. Die Straße 16a, Abt. VII des Bebauungsplans erhielt am 4. August 1897 ebenfalls den heutigen Namen. Sie verläuft zwischen Strom- und Bremer Straße. Hier befindet sich der Hintereingang zur Arminusmarkthalle. An der verkehrsberuhigten innerstädtischen Wohnstraße mit Kopfsteinpflaster stehen überwiegend Alt und Nachkriegsbauten. Sie ist an den Naturlehrpfad Moabit angeschlossen. | Bugenhagenstraße |
| Bundesratufer (Lage)             | 0500                      | Bundesrat, Verfassungsorgan des Deutschen Kaiserreichs                                                                            | 13. Apr. 1904       | Angelegt wurde die Uferstraße als Straße 34b, Abt. VII des Bebauungsplans. Sie verläuft in Verlängerung des Hansa-Ufers an der Spree zwischen Lewetzowstraße und Stromstraße. Die Häuser Nr. 2 und Nr. 10 sind gelistete Baudenkmale. Die ruhige Wohnstraße besitzt gemischte Bausubstanz in hervorragender Wohnlage und nach Süden freier Blick über die Spree. Sie ist an den Naturlehrpfad Moabit angeschlossen. In der Berliner Straßenplanung als Gemeindestraße aufgenommen, sind jedoch 40 Meter der Straße mit Okstra-Klasse F, RBS-Klasse FUWE als Fußgängerweg markiert. | Bundesratufer · Bundesratufer 5/Krefelder Straße 12, 2018 · Bundesratufer 9/Bochumer Straße 14, 2018                                                                                   |
| Calvinstraße (Lage)              | 0420                      | Johannes Calvin (1509–1564), französisch-schweizerischer Reformator                                                               | 19. Nov. 1887       | Sie wurde als Straße 15c, Abt. VII des Bebauungsplans angelegt. Die ruhig gelegene Wohnstraße mit Alt- und Nachkriegsbauten verbindet Alt-Moabit mit dem Helgoländer Ufer. | Calvinstraße |
| Claire-Waldoff-Promenade (Lage)  | 0290                      | Claire Waldoff (1884–1957), Kabarettistin, Sängerin und Schauspielerin                                                            | 15. Okt. 1979       | Die Promenade ist eine Erschließungsstraße zwischen Invaliden- und Seydlitzstraße. Hier befand sich die 1955 abgerissene Kaserne des 2. Garde-Ulanen-Regiments, dem an dieser Stelle ein Gedenkstein gewidmet ist. Die ruhige Wohnstraße gehört zur Heinrich-Zille-Siedlung die zwischen 1976 und 1981 erbaut wurde. Da die Anlage im Rahmen des sozialen Wohnungsbaus des Berliner Senats erbaut wurde und der Zuzug nur nach strengen Kriterien erfolgte, hat sich das Gebiet zum sozialen Brennpunkt entwickelt. In der nur mit zwei- bis vierstöckigen Häusern bebauten Anlage gibt es viele Grünanlagen, Spielplätze und autofreie Durchwegungen. | Claire-Waldoff-Promenade |
| Clara-Jaschke-Straße (Lage)      | 0220                      | Clara Jaschke (um 1847–1912), eine der ersten Berliner Eisenbahnerinnen                                                           | 16. Mai 2005        | Die Straße entstand beim Bau des Hauptbahnhofs. Sie ist die Verlängerung der Bertha-Benz-Straße zur Invalidenstraße. Hier befindet sich die Einfahrt zur Tiefgarage des Hauptbahnhofs. Die Straße wurde neben weiteren auf Beschluss der BVV benannt, um den Anteil von Frauen als Namensgeberin zu erhöhen. | Clara-Jaschke-Straße |
| Clara-Mleinek-Straße (Lage)      | 080                       | Clara Mleinek (1885–1972), deutsche Gewerkschafterin                                                                              | 15. Dez. 2021       | Die Straße führt in der Europacity von der Heidestraße zur George-Stephenson-Straße. | |
| Döberitzer Straße (Lage)         | 0150                      | Döberitz, Ortsteil von Dallgow-Döberitz im Landkreis Havelland in Brandenburg                                                     | 23. Aug. 1905       | Sie wurde als Straße 29b, Abt. VIII des Bebauungsplans, angelegt. Sie ist eine von der Heidestraße ausgehende Erschließungsstraße. In der lauten kleinen Sackgasse steht nur ein Wohn- und Geschäftshaus, direkt an der Einfahrt zum Tiergartentunnel. In der Berliner Straßenplanung ist sie in RBS-Klasse als STRA aufgenommen, jedoch nach Okstra-Klasse N ist es keine Gemeindestraße für deren Bau das Land zuständig wäre. | Döberitzer Straße |
| Dortmunder Straße (Lage)         | 0190                      | Dortmund, Stadt in Nordrhein-Westfalen                                                                                            | 14. Apr. 1904       | Bei der Anlage hieß sie Straße 30a, Abt. VII des Bebauungsplans. Sie ist eine ruhige Wohnstraße mit Neubauten und großzügigen Altbauten mit Vorgärten zwischen Bundesratufer und Elberfelder Straße. Wohnstraße. Es gibt viele Cafés und Kneipen. | Dortmunder Straße |
| Dreysestraße (Lage)              | 0270                      | Johann Nikolaus von Dreyse (1787–1867), Erfinder und Gewehrbauer                                                                  | 14. Mai 1875        | Bei ihrer Anlage hieß sie Straße 12, Abt. VII des Bebauungsplans. Die Wohnstraße in der überwiegend Nachkriegsbauten stehen verbindet die Bandel- mit der Rathenower Straße. | Dreysestraße |
| Elberfelder Straße (Lage)        | 0640                      | Elberfeld, bis 1929 kreisfreie Stadt, heute Stadtteil von Wuppertal in Nordrhein-Westfalen                                        | 13. Apr. 1904       | Zuerst war sie die Straße 30, Abt. VII des Bebauungsplans und Bestandteil des ehemaligen Borsig-Geländes und eines von Peter Joseph Lenné gestalteten Parks. Sie ist eine verkehrsberuhigte Wohnstraße mit Kopfsteinpflaster Wohnstraße zwischen Alt-Moabit und Levetzowstraße im Rheinisch-Westfälischen Viertel mit einigen kleinen Spezialgeschäften und Gaststätten. Hier befinden sich zahlreiche gelistete Baudenkmale. Die Sauberkeit des Straßenumfeldes wird seit einigen Jahren durch einen Gewerbetreibenden zusammen mit der BSR organisiert, der Anwohner zum aktiven Mitwirken, ähnlich den Subbotniks in Ost-Berlin, animieren konnte. Das Problem hatte sich ergeben, weil hier erstmals in Berlin im Jahr 1980, beim Totalumbau, die strikte Trennung zwischen Gehwegen und Fahrstraße aufgehoben worden war. Die Bebauung ist eine Mischung aus großzügigen Altbauten und sozialem Wohnungsbau. | Elberfelder Straße |
| Elisabeth-Abegg-Straße (Lage)    | 0190                      | Elisabeth Abegg (1882–1974), Widerstandskämpferin                                                                                 | 20. Dez. 2004       | Die Straße gehörte zuvor zum Gelände des Lehrter Güterbahnhofs auf dem Moabiter Werder, wo sich der Freilade- und Zollbahnhof befand. Hier liegt der Biergarten Zollpackhof und die Zufahrt zur Feuerwache Tiergarten. An der Moltkebrücke führt eine Treppe zum Magnus-Hirschfeld-Ufer, das an der Spree verläuft. Die Straße wurde neben weiteren auf Beschluss der BVV benannt, um den Anteil von Frauen als Namensgeberin zu erhöhen. | Alter Zollhof Elisabeth-Abegg-Straße |
| Ella-Trebe-Straße (Lage)         | 0210                      | Ella Trebe (1902–1943), Widerstandskämpferin                                                                                      | 16. Mai 2005        | Die Straße entstand in Verbindung mit dem Bau des Hauptbahnhofs. Sie verläuft an der Westseite des Hauptbahnhofs zwischen Invalidenstraße und Rachel-Hirsch-Straße. Hier soll das Lehrter Stadtquartier entstehen. Die Straße wurde neben weiteren auf Beschluss der BVV benannt, um den Anteil von Frauen als Namensgeberin zu erhöhen. | Ella-Trebe-Straße |
| Ellen-Epstein-Straße (Lage)      | 1230                      | Ellen Epstein (1898–1942), Pianistin und Opfer des Holocaust                                                                      | 19. Juni 2009       | Der Verkehrsweg ist eine Erschließungsstraße für das Gewerbegebiet zwischen dem Bahngelände und der Quitzowstraße. Sie soll die Quitzowstraße vom Lkw-Verkehr entlasten, der bereits zu Beschädigungen der hier stehenden Altbauten geführt hatte. Die Straße verläuft in Ost-West-Richtung auf dem früheren Gelände des Güterbahnhofs Moabit. Von diesem Bahnhof wurden zwischen 1942 und 1945 mehr als 32.000 Juden in Vernichtungslager deportiert, darunter auch Ellen Epstein. Die Straße wurde neben weiteren auf Beschluss der BVV benannt, um den Anteil von Frauen als Namensgeberin zu erhöhen. | Ellen-Epstein-Straße |
| Emdener Straße (Lage)            | 0670                      | Emden, Stadt in Niedersachsen | 24. Apr. 1890       | Bei ihrer Anlage hieß sie Straße 5, Abt. VIII des Bebauungsplans. Sie verbindet die Turmstraße mit der Siemensstraße. Zwischen Waldenser Straße und Wiclefstraße liegt eine Grünanlage mit Fußballplatz. Am 8. November 2013 wurde die Emdener Straße vom Deutschen Städtetag unter 115 Bewerbern als „Die schönste Straße Deutschlands 2013“ ausgezeichnet. Dabei wurde in erster Linie das nachbarschaftliche Engagement geehrt, nachdem Anwohner zuvor unter anderem Baumscheiben bepflanzt und Stromkästen bemalt hatten. | Emdener Straße |
| Emma-Herwegh-Straße (Lage)       | 0370                      | Emma Herwegh (1817–1904), Schriftstellerin                                                                                        | 16. Mai 2005        | Die Straße verläuft zwischen Alt-Moabit und Ella-Trebe-Straße direkt am Bahnviadukt. Hier befindet sich eine Wartestelle für BVG-Busse. | Emma-Herwegh-Straße |
| Erasmusstraße (Lage)             | 0260                      | Erasmus von Rotterdam (1466–1536), niederländischer Theologe und Philologe                                                        | 17. Mai 1902        | Sie wurde als Straße 28a, Abt. VI/3 des Bebauungsplans, angelegt und verbindet die Reuchlinstraße mit der Beusselstraße. Die Wohnsubstanz besteht aus Altbauten und Wohnungen des sozialen Wohnungsbaus und das Kiezmanagement ist sehr aktiv. | Erasmusstraße Atotech Deutschland |
| Erna-Samuel-Straße (Lage)        | 0890                      | Erna Samuel (1895–1942), Lehrerin in der Jüdischen Mädchenschule in der Rykestraße und Opfer der NS-Politik                       | 20. Aug. 2010       | Die verkehrsgünstig gelegene Straße verläuft in Ost-Südwest-Richtung auf dem früheren Gelände des vormaligen Güterbahnhofs Moabit und mündet in die Siemensstraße. Von diesem Bahnhof wurden zwischen 1942 und 1945 mehr als 32.000 Juden in Vernichtungslager deportiert, darunter auch Erna Samuel. Sie wurde im Mai 2014 für den allgemeinen Verkehr freigegeben und entlastet die Anwohner der Siemensstraße vom Verkehrslärm. Zwischen Siemensstraße und Erna-Samuel-Straße ist mit Bürgerbeteiligung ein Stadtteilpark entstanden. In der Berliner Straßenplanung ist sie in RBS-Klasse als STRA und als übergeordnete Straßenverbindung (Kategorie II im Straßenentwicklungsplan) aufgenommen, jedoch nach Okstra-Klasse N ist es keine Gemeindestraße für deren Bau das Land zuständig wäre. | Erna-Samuel-Straße |
| Essener Straße (Lage)            | 0430                      | Essen, Stadt in Nordrhein-Westfalen                                                                                               | 13. Apr. 1904       | Bei ihrer Anlage hieß sie Straße 30, Abt. VII des Bebauungsplans. Sie ist eine Wohnstraße mit großzügigen Altbauten mit Vorgärten, die die Stromstraße mit der Elberfelder Straße verbindet im Rheinisch-Westfälischen Viertel. | Essener Straße |
| Europaplatz (Lage)               | 0150 × 90 (Dreiecksform)  | Europa, Kontinent | 16. Mai 2005        | Europaplatz wird der nördliche, an der Invalidenstraße gelegene, Vorplatz des Hauptbahnhofs genannt, mit Bushaltestellen und Warteplätzen für Taxis. Der Name soll auf die Bedeutung des Bahnhofs für die Hauptstadt hinweisen und die Weltoffenheit Berlins dokumentieren. Er reiht sich in bereits vorhandene Europaplätze in anderen Städten unseres Kontinents ein, die für ein länderübergreifendes Denken werben. | Europaplatz |
| Eyke-von-Repkow-Platz (Lage)     | 0090 × 30                 | Eyke von Repkow (1180/1190–um 1233), Verfasser des Sachsenspiegels                                                                | 1. Jan. 1901        | Dieser auf den früheren Judenwiesen befindliche Platz hieß vorher Platz 30a des Bebauungsplans. Er liegt zwischen Wullenweber- und Tile-Wardenberg-Straße. Es ist ein ruhiger, kleiner Platz mit einem Seniorenheim als Anlieger und dem nahen Spreeufer mit seinen Grünanlagen. | Eyke-von-Repkow-Platz |
| Feldzeugmeisterstraße (Lage)     | 0210                      | Feldzeugmeister, alte Bezeichnung für Artilleriebefehlshaber                                                                      | 16. März 1886       | Vorher war sie die Straße 22b, Abt. VIII des Bebauungsplans. Die Westseite ist von Wohnhäusern gesäumt, während auf der Ostseite die ehemaligen Kasernen des 1. Garde-Feld-Artillerie-Regiments stehen, die heute von der 1. Bereitschaftspolizeiabteilung genutzt werden. | Feldzeugmeisterstraße |
| Flemingstraße (Lage)             | 0200                      | Paul Fleming (1609–1640), Schriftsteller                                                                                          | 19. Nov. 1887       | Bei ihrer Anlage hieß sie Straße 15d des Bebauungsplans. Sie verbindet die Paulstraße mit der Lüneburger Straße, wobei die Durchfahrt für Kraftfahrzeuge gesperrt ist. | Flemingstraße · Flemingstraße |
| Friedrich-Krause-Ufer (Lage)     | 1110                      | Friedrich Krause (1856–1925), Stadtbaurat und Stadtältester von Berlin                                                            | 29. Apr. 1926       | 1880 wurde sie als Südufer angelegt, 1926 erfolgte die Umbenennung. Sie führt am Südufer des Berlin-Spandauer Schifffahrtskanals von der Putlitzbrücke zur Fennstraße. Die Industriestraße wird maßgeblich vom Kraftwerk Berlin-Moabit geprägt. An der Nr. 24 befindet sich das 1938 von Egon Eiermann errichtete Fabrikgebäude der Auergesellschaft, das heute als Ausländeramt dient. Über den Kanal führt der Torfstraßensteg als Ersatz für die am Ende des Zweiten Weltkriegs zerstörte Torfstraßenbrücke. | Heizkraftwerk Moabit |
| Friedrich-List-Ufer (Lage)       | 0360                      | Friedrich List (1789–1846), Unternehmer, Diplomat und Eisenbahn-Pionier                                                           | 23. Nov. 1933       | Das Friedrich-List-Ufer hieß von 1856 bis 1933 Wilhelmsufer. Die Uferstraße führt zwischen dem Humboldthafen und dem Hauptbahnhof entlang. Die Fläche südlich des Bahnviadukts wird von der Strandbar „Traumstrand Berlin“ und dem „Traumtheater Salome“ genutzt. Bis zum Bau des Hauptbahnhofs befand sich am Ufer des Humboldthafens ein Lagerhaus. Die Westseite der verkehrsreichen Straße wird vom Hauptbahnhof und seinen Versorgungseinrichtungen dominiert. An der Ostseite liegt der Humboldthafen, dessen Ufer noch auf einen Investor warten. | Friedrich-List-Ufer |
| George-Stephenson-Straße (Lage)  | 0610                      | George Stephenson, englischer Ingenieur und Hauptbegründer des Eisenbahnwesens                                                    | 12. Juni 2020       | Die Straße verläuft parallel zur Heidestraße durch die Europacity. | George-Stephenson-Straße |
| Gerhardtstraße (Lage)            | 070                       | Paul Gerhardt (1607–1676), Theologe und Kirchenlieddichter                                                                        | 29. Nov. 1876       | Die als Straße 20, Abt. VII des Bebauungsplans, 1875 angelegte Straße verband ursprünglich die Werftstraße mit der Paulstraße. Der Straßenteil zwischen Paulstraße und der neu angelegten Kehre in Höhe des Grundstücks Nr. 16 ist am 13. Oktober 1964 einbezogen worden. Die Straße endet als Sackgasse und ist Zufahrt zur Grundschule Moabit. | Gerhardtstraße |
| Gotzkowskystraße (Lage)          | 0500                      | Johann Ernst Gotzkowsky (1710–1775), Berliner Unternehmer                                                                         | 19. Juli 1877       | Sie wurde als Straße 27, Abt. VII des Bebauungsplans, angelegt und verbindet die Gotzkowskybrücke mit der Turmstraße. Das Gebäude Nr. 20 von 1953 zusammen mit den dahinterliegenden Gewerbebau von 1912, das ehemals dem Unternehmen Adrema als Produktionsstandort diente, ist ein gelistetes Baudenkmalsensemble. Der Gebäudekomplex Nr. 14–17 ist ebenfalls ein gelistetes Baudenkmal. Eine Einkaufs- und Wohnstraße mit vielen kleinen Läden, Cafés und Restaurants und viele der vorherrschenden Altbauten sind restauriert. | Gotzkowskystraße |
| Hansa-Ufer (Lage)                | 0330                      | Hanse, mittelalterlicher Bund von Kaufleuten und Handelsstädten                                                                   | 9. Jan. 1901        | Das Hansa-Ufer führt von der Wullenweberstraße zur Altonaer Straße. Zuvor wurde die Uferstraße als Straße 34a, Abt. VII des Bebauungsplans bezeichnet. Am 29. Juni 1962 wurde der Straßenabschnitt zwischen Tile-Wardenberg- und Wullenweberstraße eingezogen, der jetzt eine Grünfläche ist. | Hansa-Ufer · Hansa-Ufer/Tile-Wardenberg-Straße, 2018 |
| Havelberger Straße (Lage)        | 0420                      | Havelberg, Stadt in der Prignitz.                                                                                                 | 14. Mai 1875        | Die Havelberger Straße wurde 1875 von der Baugesellschaft Am Kleinen Tiergarten als Straße 13, Abt. VIII des Bebauungsplans, angelegt. Sie liegt zwischen Perleberger Straße und Quitzowstraße, die ebenfalls Bezug zur Prignitz haben. In der Berliner Straßenplanung als Gemeindestraße aufgenommen, sind jedoch 35 Meter der Straße mit Okstra-Klasse F, RBS-Klasse FUWE als Fußgängerweg markiert. | Havelberger Straße |
| Hedwig-Porschütz-Straße (Lage)   | 0300                      | Hedwig Porschütz, Widerstandskämpferin gegen den Nationalsozialismus                                                              | 17. Aug. 2018       | Die Straße in der Europacity verläuft U-förmig von der Heidestraße und zurück. | Hedwig-Porschütz-Straße |
| Heidestraße (Lage)               | 1370                      | früherer Feldweg Richtung Jungfernheide                                                                                           | 1822                | Der historische Feldweg zur Jungfernheide wurde im Abschnitt zwischen Invaliden- und Perleberger Straße zur Straße ausgebaut und erhielt 1822 seinen heutigen Namen. An den Rändern entstand ein Gewerbegebiet (unter anderem Solex-Vergaser) und später ein großer Containerumschlagplatz. Auf dem Brachgelände wurde im Jahr 2011 das 51. Deutsch-Amerikanische Volksfest ausgerichtet. Das Fest, 1961 begründet, fand bis 2010 im Bezirk Steglitz-Zehlendorf statt. Die früheren Lagerhallen des Hamburger Bahnhofs am Südostende des Gebietes beherbergen die Friedrich Christian Flick Collection. Der Senat von Berlin hat zahlreiche Flächen zwischen Hauptbahnhof und Heidestraße verkauft, die zur Europacity ausgebaut werden. Im Jahr 2013 wurde damit begonnen, den Heidestraßen-Abschnitt der Bundesstraße 96 auf 38 Meter zu verbreitern. Pro Richtung entstehen zwei Fahrspuren und je 2,35 Meter breite Radfahrstreifen. Die Gehwege werden auf sieben Meter verbreitert. Das wird die zentrale Erschließungsstraße, in der neben Gewerbe, Hotels, Büros auch Wohngebäude errichtet werden. Entlang der Straße werden 137 Straßenbäume gepflanzt: Ulmen und Hainbuchen. Der Straßenausbau wird mit zehn Millionen Euro veranschlagt und soll bis 2016 beendet werden. Als eines der ersten markanten Gebäude entstand der Tour Total. Die Heidestraße ist eine stark befahrene laute Straße, die vom Tiergartentunnel nach Norden führt. Der östliche Teil der am Berlin-Spandauer Schifffahrtskanal gelegenen Straße wird zu einem der bedeutendsten Entwicklungsgebiete Berlins. Die westliche Seite besteht überwiegend aus Gewerbeeinheiten und der Brache des ehemaligen Lehrer Güterbahnhofs. Durch die Ansiedlungen am Hamburger Bahnhof beginnt sich die Struktur zu wandeln. In die Gewerbeeinheiten ziehen immer mehr Galerien. Am südlichen Ende ist die Heidestraße zur Invalidenstraße eine Sackgasse und nur für Radfahrer und Fußgänger passierbar. In der Berliner Straßenplanung als Gemeindestraße aufgenommen, sind jedoch 50 Meter der Straße mit Okstra-Klasse F, RBS-Klasse FUWE als Fußgängerweg markiert. | Heidestraße · Heidestraße Speditionshallen · Tour Total |
| Helgoländer Ufer (Lage)          | 0310                      | Helgoland, deutsche Nordseeinsel                                                                                                  | 17. März 1891       | Die Uferstraße wurde zuerst als Straße 23, Abt. VII des Bebauungsplans, angelegt. Sie verläuft am Spreeufer von der Kirchstraße zum S-Bahn-Bogen. Der denkmalgeschützte Gerickesteg verbindet das Helgoländer-Ufer mit dem Holsteiner-Ufer im Ortsteil Hansaviertel. Eine ruhige, zentral gelegene Wohnstraße mit renovierten Altbaubestand aus deren Vorderhäusern besteht freier Blick über die Spree. | Helgoländer Ufer |
| Hilda-Geiringer-Weg (Lage)       | 080                       | Hilda Geiringer, österreichisch-US-amerikanische Mathematikerin und erste Privatdozentin in Deutschland für angewandte Mathematik | 5. März 2018        | Der Weg verläuft von der Invalidenstraße zum Humboldthafen. | Hilda-Geiringer-Weg |
| Huttenstraße (Lage)              | 0990                      | Ulrich von Hutten (1488–1523), Humanist und Reichsritter                                                                          | 12. Mai 1893        | Zuerst war sie die Straße 27, Abt. VI des Bebauungsplans. Am 19. Mai 1908 erhielt die Straße 23 Abt. VI/3 des Bebauungsplans ebenfalls diesen Namen. Die Huttenstraße verbindet als Verlängerung der Turmstraße diese mit dem Neuen Ufer. Sie führt durch das ehemalige Herzstück des Moabiter Industriegeländes in Martinickenfelde, in dem sich viele Fabriken der AEG befanden und noch befinden. Am markantesten ist die alte AEG-Turbinenfabrik mit der Turbinenhalle von Peter Behrens aus dem Jahr 1909. Auf dem Grundstück 41–44 befindet sich das ehemalige Fabrikgebäude der Eisengießerei Jachmann von 1900. Auf dem Grundstück 19 und 20 befindet sich Verwaltungsbau mit Lagerhaus der früheren Ludwig Loewe & Co. AG von Alfred Grenander aus dem Jahr 1907. Diese mäßig befahrene Straße hat hohen Gewerbeanteil. Zwischen Beussel- und Berlichingenstraße ist es eine Wohnstraße mit Alt- und Neubauten und einigem Kleingewerbe im Parterrebereich. Dann folgt ein großer Gewerbekomplex von Siemens mit der AEG-Turbinenhalle, einem Gewerbehof und der BMW-Niederlassung. Ab der Wiebestraße gibt im nördlichen Bereich wieder Wohnbebauung, während im südlichen Bereich der Straße Gewerbe vorherrschend ist. Auf Höhe der Rostocker Straße besteht ein Fußgängerdurchgang zur Erasmusstraße. Der gesamte Kiez ist einer der sozialen Brennpunkte in Berlin, dafür aber sehr multikulturell. Die Mieten sind erschwinglich und das Kiezmanagement ist aktiv. | BMW-Niederlassung Berlin in der Huttenstraße · AEG-Turbinenfabrik |
| Ilse-Schaeffer-Straße (Lage)     | 060                       | Ilse Schaeffer (1899–1972), Widerstandskämpferin und Kommunalpolitikerin                                                          | 16. Mai 2005        | Die Straße entstand in Verbindung mit dem Bau des Hauptbahnhofs. Hier soll das Lehrter Stadtquartier entstehen. Die Straße wurde neben weiteren auf Beschluss der BVV benannt, um den Anteil von Frauen als Namensgeberin zu erhöhen. | Ilse-Schaeffer-Straße |
| Ingeborg-Drewitz-Allee (Lage)    | 0190                      | Ingeborg Drewitz (1923–1986), Schriftstellerin                                                                                    | 7. Sep. 1999        | Die feierliche Benennung fand am 1. Oktober 1999 statt. Die Straße erschließt den Moabiter Werder. Zwischen der Nordseite der Straße und Alt-Moabit entstand der Neubau den Bundesinnenministeriums. Die Straße befindet sich noch in der Entwicklungsphase. Sie ist mit zwei Fahrspuren auf jeder Seite und einer breiten Mittelinsel ausgestattet. Es gibt eine Durchfahrt unter der Bahnlinie zur Lüneburger Straße und Fußgängerdurchgänge nördlich vom Kanzlerpark zur Spree und zum ULAP-Park. | Ingeborg-Drewitz-Allee |
| Invalidenstraße (Lage)           | 1070 (im Ortsteil)        | das im 18. Jahrhundert erbaute Invalidenhaus                                                                                      | um 1800             | Der östliche Straßenabschnitt gehört zum Ortsteil Mitte. Bereits im 13. Jahrhundert bestand die Straße als Teil des Spandauer Heerweges. Als Invalidenstraße ist sie auf den Karten um 1800 vermerkt. 1863 wurde sie im Abschnitt Hamburger Bahnhof bis zum Haupteingang der Ulanenkaserne (Alt-Moabit) gepflastert und war damit die erste Straße in Moabit, die Steinpflaster erhielt. Neben dem Hauptbahnhof befindet sich hier das Landeslabor Berlin-Brandenburg, Einrichtungen der Staatsanwaltschaft sowie die Baudenkmäler Hamburger Bahnhof, das Verwaltungsgebäude der Berlin-Hamburger Eisenbahngesellschaft, der Theater- und Vortragssaal der Urania-Gesellschaft sowie das ehemalige Zellengefängnis Moabit, das heute den Geschichtspark bildet. | Hamburger Bahnhof · Invalidenstraße |
| Jagowstraße (Lage)               | 0330                      | Matthias von Jagow (1480–1544), Reformator und Bischof von Brandenburg                                                            | 24. Apr. 1890       | Sie wurde als Straße 29, Abt. VII des Bebauungsplans, angelegt und verbindet die Wullenweberstraße mit Alt-Moabit. | Jagowstraße |
| Jean-Monnet-Straße (Lage)        | 060                       | Jean Monnet (1888–1979), französischer Unternehmer und der Wegbereiter der europäischen Einigungsbestrebungen                     | Oktober 2012        | Die von der Heidestraße abgehende Privatstraße bildet die Zufahrt zum Tour Total Berlin. | Jean-Monnet-Straße am Tour Total |
| Joachim-Karnatz-Allee (Lage)     | 0270                      | Joachim Karnatz (1921–1977), Bürgermeister des ehemaligen Bezirks Tiergarten                                                      | 7. Sep. 1999        | Die Straße entstand im Zusammenhang mit der Bebauung des Moabiter Werders auf dem früheren Gelände des Hamburg-Lehrter Güterbahnhofs. Die neue Wohnbebauung erfolgte nach Entwürfen verschiedener Architekten und löste die vorherige Ansiedlung von kleinen Firmen auf. Die Straße führt mit zwei durch eine breite Asphaltpromenade getrennten Fahrspuren durch das Wohnviertel. Um diesen Verkehrsweg windet sich die „Bundesschlange“ herum, ein Gebäudeensemble, das als Wohnstatt für die aus Bonn zugezogenen Beamtenfamilien errichtet wurde. Die Verkehrsfreigabe der Karnatz-Allee erfolgte am 7. September 1999, die feierliche Benennung fand am 1. Oktober 1999 statt. Nur wenige Geschäfte oder Restaurants haben sich niedergelassen. Als Besonderheit gelten hier die 42 supermodernen Straßenleuchten mit dem Namen „moon lights“. Die ruhige Wohnstraße hat direkte Verbindung zum Park auf dem Moabiter Werder am Magnus-Hirschfeld-Ufer. Das markante Gebäude (Bundestagsschlange) wurde für Angehörige des Bundestages errichtet. Die Wohnlage ist sehr begehrt und gut mit öffentlichen Verkehrsmitteln zu erreichen. Hier befinden sie auch die Botschaften von El Salvador und Guatemala. | Joachim-Karnatz-Allee |
| Jonasstraße (Lage)               | 0190                      | Justus Jonas der Ältere (1493–1555), Reformator und Helfer Martin Luthers                                                         | 18. Jan. 1892       | Vorher hieß sie Straße 8a, Abt. VII des Bebauungsplans. Sie verbindet die Turmstraße mit der Bugenhagenstraße an der Ostseite der Arminius-Markthalle (siehe Bild). An der westlichen Straßenseite liegt die Arminiushalle und das Bürgeramt Tiergarten. Die östliche Seite besteht aus Wohnhäusern. Der Lieferverkehr zur Markthalle stört nur am frühen Morgen. | Arminiushalle in der Jonasstraße |
| Kaiserin-Augusta-Allee (Lage)    | 0870 (im Ortsteil)        | Augusta von Sachsen-Weimar-Eisenach (1811–1890), deutsche Kaiserin                                                                | 22. Mai 1877        | Erste Namen einzelner Straßenabschnitte waren Martinikenfelde (1848–1877) und Spandauer Heerweg (13. Jh.–1848). Nach dem Zweiten Weltkrieg trug sie zeitweilig den Namen Ernst-Thälmann-Straße (auch: Thälmann-Allee). Dieser Name wurde bei der amtlichen Benennung am 31. Juli 1947 nicht bestätigt, sodass die Straße wieder den Namen Kaiserin-Augusta-Allee bekam. Der Straßenteil im Bereich der Grundstücke 114–120 (Moabit) wurde am 19. März 1976 ebenso benannt. Ein Teil der Kaiserin-Augusta-Allee – vom Tegeler Weg bis zum damaligen Gustav-Adolf-Platz (heute Mierendorffplatz) – wurde am 30. März 1950 in Mierendorffstraße umbenannt. Der westliche Abschnitt der Straße verläuft in Charlottenburg. Sie verbindet die Straße Alt-Moabit mit dem Tegeler Weg. Auf dem Areal westlich der Reuchlinstraße befand sich bis 1985 der Sitz des Unternehmens Herlitz. Der im Ortsteil gelegene Teil der Straße ist von großen Industrie- und Büroansiedlungen geprägt und es ist eine laute Durchgangsstraße mit zwei Fahrspuren in jeder Richtung. Lediglich an der Wiebestraße stehen einige Wohnhäuser. Die Spreepromenade und ein kleiner Park bietet den hier Arbeitenden Entspannung für die Mittagspause, aber die Promenade ab der Spree entlang durch ein altes Lagerhaus unterbrochen und. | Kaiserin-Augusta-Allee 108–112 · Kaiserin-Augusta-Allee 108–112, Rückseite von der Spree, 2018                                                                                         |
| Katharina-Paulus-Straße (Lage)   | 0190                      | Käthe Paulus (1868–1935), Berufsluftschifferin, Luftakrobatin und Erfinderin des zusammenlegbaren Fallschirms                     | 16. Mai 2005        | Die Straße wurde in Verbindung mit dem Bau des Hauptbahnhofs neu angelegt. Hier soll das Lehrter Stadtquartier entstehen. | Katharina-Paulus-Straße |
| Kirchstraße (Lage)               | 0300                      | Moabiter Johanniskirche | um 1835             | Vom 18. Jahrhundert bis 1835 hieß sie Brückenstraße nach der Moabiter Brücke. Nach dem Bau der Johanniskirche erhielt sie ihren heutigen Namen. Die Häuser Nr. 2 und 3 sind gelistete Baudenkmale, ebenso die Moabiter Brücke. Die innerstädtische Wohnstraße mit Verwaltungsgebäuden und einigen Gewerbeeinheiten ist tagsüber sehr belebt. Das Amtsgericht Tiergarten liegt an der Straße. | Kirchstraße |
| Klara-Franke-Straße (Lage)       | 0370                      | Klara Franke (1911–1995), Kiezmutter der Lehrter Straße                                                                           | 1. Juli 2016        | Die Straße erschließt das Neubaugebiet „Mittenmang“ im Mittelbereich östlich der Lehrter Straße. Der Verbund für „Nachbarschaft und Selbsthilfe Moabit“ lobt in unregelmäßiger Folge den „Klara-Franke-Preis“ für Bürgerengagement und Zivilcourage in Berlin-Moabit aus. | Klara-Franke-Straße |
| Klarenbachstraße (Lage)          | 0190                      | Adolf Klarenbach (1495–1529), Reformator                                                                                          | 19. Sep. 1910       | Sie wurde als Straße 40, Abt. VI/3 des Bebauungsplans, angelegt. Hier befindet sich die Ausbildungsstätte des Berufsfortbildungswerks für den gewerblich-technischen Bereich. Die kurze innerstädtische Straße besteht an der Nordseite aus moderner Industriebebauung, auf der Südseite stehen einige Wohnhäuser. | Ruinenreste in der Klarenbachstraße |
| Krefelder Straße (Lage)          | 0310                      | Krefeld, Stadt in Nordrhein-Westfalen                                                                                             | 13. Apr. 1904       | Bei ihrer Anlage im Rheinisch-Westfälischen Viertel hieß sie Straße 30d, Abt. VII des Bebauungsplans. Sie verbindet das Bundesratufer mit der Straße Alt-Moabit. | Krefelder Straße |
| Kruppstraße (Lage)               | 0660                      | Friedrich Krupp (1787–1826), Unternehmer                                                                                          | 14. Mai 1875        | Angelegt als Straße 22, Abt. VIII des Bebauungsplans, erhielt sie 1875 ihren Namen nach den hier zahlreich vorhandenen Artilleriekasernen und nach dem Kanonenfabrikanten Friedrich Krupp. Der ehemalige Kasernenkomplex des 1. Garde-Feld-Artillerie-Regiments auf der Nordseite ist ein gelistetes Baudenkmal. Es wird heute von der Bereitschaftspolizei genutzt. Die Gebäude 17 und 18, 15 sowie 3 und 4 sind ebenfalls gelistete Baudenkmale. Auf dem Gelände des heutigen Fritz-Schloß-Parks befand sich bis in die 1920er Jahre der Exerzierplatz der hier liegenden Regimenter. Im westlichen Teil der Straße stehen einige Wohnblöcke (Altbauten und Nachkriegsbauten). Der Tennis Club Tiergarten hat in der Kruppstraße seinen Sitz. Ansonsten ist die Straße von Polizei und Justiz geprägt. Die Polizeidirektion 3 und einige Kriminaldienststellen sind hier zu finden. Der Abschiebegewahrsam liegt ebenfalls an der Straße. Die Gegend war bis zum Zweiten Weltkrieg militärisch geprägt. Auf dem ehemaligen Gelände des Pulverlaboratoriums stehen noch einige denkmalgeschützte Schuppen des 1. Garde-Feld-Artillerie-Regiments. | Kruppstraße |
| Lehrter Straße (Lage)            | 1190                      | Lehrte, Stadt in Niedersachsen und Endpunkt der Berlin-Lehrter Eisenbahn                                                          | 6. Aug. 1872        | Sie war ehemals ein Teil der Torfstraße und wurde durch den Bau der Eisenbahnlinie abgetrennt. Der südliche Teil erhielt nach Inbetriebnahme des Lehrter Bahnhofs den heutigen Namen. Sie verbindet die Invalidenstraße mit der Perleberger Straße. Die Straße ist durch frühere Kasernenbauten und die Frauenhaftanstalt, heute Haus 3 der Justizvollzugsanstalt Plötzensee, geprägt. Weiterhin befinden sich hier das Poststadion und das ehemalige Zellengefängnis Moabit, das heute den Geschichtspark bildet. Weitere gelistete Baudenkmale sind das Königliches Corps-Bekleidungsamt zu Berlin, das Haus Nr. 27–30 sowie der Beamtenfriedhof neben dem Zellengefängnis. Die Indonesische Botschaft hat in der Lehrter Straße 16/17 ihren Sitz. Die Straße hat keine einheitliche Bebauungsstruktur, eine ruhige Straße mit Durchgangsverkehr. An der Straße liegt die Botschaft von Indonesien, die Kleingartenanlage Lehrter Straße und ehemalige Kasernen, die zu Wohnungen umgebaut worden sind. Es folgen Wohnanlagen und ein Zugang zum ehemaligen Güterbahnhof. Hotelneubauten sind entstanden und die Bevölkerungsstruktur ist im Wandel begriffen. Auf der westlichen Straßenseite liegt das Frauengefängnis Moabit und der Zugang zu den weitläufigen Sportanlagen vom Poststadion. Im nördlichen Bereich der Straße gibt es überwiegend Wohnbebauung. In der Berliner Straßenplanung ist die Lehrter Straße auf 1010 Metern in RBS-Klasse als STRA und als Gemeindestraße aufgenommen, wenn auch nicht kategorisiert („V“). Der restliche Abschnitt ist nach Okstra-Klasse N keine Gemeindestraße, besitzt aber die Bauanforderung „STRA“. Diese Auszeichnungen geben Auskunft über den erforderlichen Zustand und die Zuständigkeiten für den Straßenbau. | Lehrter Straße · Lehrter Straße · Moabit Lehrter Straße Weltbaum II-001 |
| Lesser-Ury-Weg (Lage)            | 0290                      | Lesser Ury (1861–1931), Maler | 15. Okt. 1979       | Der Lesser-Ury-Weg ist eine Erschließungsstraße für die Wohnanlage auf dem Gelände der ehemaligen Kaserne des 2. Garde-Ulanen-Regiments. Die ruhige Wohnstraße gehört zur Heinrich-Zille-Siedlung die zwischen 1976 und 1981 erbaut wurde. Durch den nahen Hauptbahnhof (Einkaufsmöglichkeiten auch am Sonntag) ist die Straße gut an den öffentlichen Nahverkehr angebunden. Da die Anlage im Rahmen des sozialen Wohnungsbaus des Berliner Senats erbaut wurde und der Zuzug nur nach strengen Kriterien erfolgte, hat sich das Gebiet zum sozialen Brennpunkt entwickelt. In der nur mit zwei- bis vierstöckigen Häusern bebauten Anlagen gibt es viele Grünanlagen, Spielplätze und autofreie Durchwegungen. | Lesser-Ury-Weg |
| Levetzowstraße (Lage)            | 0650                      | Albert von Levetzow (1827–1903), Politiker                                                                                        | 4. Apr. 1895        | Vorher war sie die Straße 32a, Abt. VII des Bebauungsplans. Die Straßenbenennung erfolgte in Würdigung der Levetzowschen Familie, insbesondere des Politikers Albert von Levetzow. Die mit Mittelstreifen versehene Straße führt von der Gotzkowskybrücke zur Hansabrücke. Der Gebäudekomplex Kleist-Lyzeum und Filmschule sowie die Ulrike-von-Levetzow-Oberschule sind gelistete Baudenkmale. Markantestes Bauwerk ist die Erlöserkirche. In der Levetzowstraße 7/8 befand sich die Synagoge Levetzowstraße, eine der größten Synagogen Berlins. Sie wurde bei den Novemberpogromen 1938 und während des Zweiten Weltkrieges beschädigt und 1955 abgerissen. Ab 1941 wurde sie als Sammellager für Deportationen benutzt. Seit 1988 erinnert hier ein Mahnmal an die Deportationen und die zerstörten Synagogen. Diese verkehrsreiche und zentral gelegene Wohnstraße besitzt einige Einkaufsmöglichkeiten und zwei Fahrstreifen mit Grünzug in der Mitte, der mit prächtigen Kastanien bepflanzt ist. Es gibt einen Radweg in beide Richtungen. Am westlichen Ende steht die Miriam-Makeba-Grundschule, schräg gegenüber befindet sich das Heinrich-von-Kleist-Gymnasium. | Levetzowstraße · Deportationsmahnmal Levetzowstraße |
| Lisa-Fittko-Straße (Lage)        | 090                       | Lisa Fittko, österreichische Widerstandskämpferin gegen den Nationalsozialismus                                                   | 3. Juli 2020        | Die Straße führt in der Europacity von der Heidestraße zur Georg-Stephenson-Straße. | Lisa-Fittko-Straße |
| Lübecker Straße (Lage)           | 0540                      | Lübeck, Stadt in Schleswig-Holstein                                                                                               | 5. Jan. 1877        | Bei ihrer Anlage hieß sie Straße 13a, Abt. VIII des Bebauungsplans. Ihre Bebauung begann 1884. Die Wohnstraße mit viel Altbausubstanz verbindet die Turmstraße mit der Birkenstraße. Das ehemalige Postamt NW 21 ist ein gelistetes Baudenkmal. Innerstädtische. Im Haus Nr. 13 wurde am 9. Januar 1890 Kurt Tucholsky geboren. | Lübecker Straße |
| Lüneburger Straße (Lage)         | 0890                      | Lüneburg, Kreisstadt in Niedersachsen                                                                                             | 14. Mai 1875        | Vorher war sie die Straße 21, Abt. VII des Bebauungsplans. Sie erhielt ihren Namen nach dem in der Nähe liegenden Lehrter Bahnhof, von dem auch Züge nach Lüneburg fuhren. Wegen des Stadtbahnbaus wurde mit Wirkung vom 3. Oktober 1878 die Lüneburger Straße nördlich verschoben und bis über die Spenerstraße verlängert. Sie führt entlang des Stadtbahnviadukts vom Helgoländer Ufer zur Straße Alt-Moabit. Die laute Wohnstraße, teils mit Kopfsteinpflaster wird an der Südseite von der Trasse der Berliner Stadtbahn begrenzt. Unter der Bahnlinie gibt es diverse Gewerbeeinrichtungen in den S-Bahn-Bögen. Es gibt mehrere Durchgänge unter der S-Bahn zum Moabiter Werder. | Lüneburger Straße |
| Lydia-Rabinowitsch-Straße (Lage) | 0300                      | Lydia Rabinowitsch-Kempner, russisch-deutsche Mikrobiologin                                                                       | 16. Juni 2017       | Die Straße in der Europacity verläuft U-förmig von der Heidestraße und zurück. | Lydia-Rabinowitsch-Straße 2018 |
| Magnus-Hirschfeld-Ufer (Lage)    | 1070                      | Magnus Hirschfeld (1868–1935), Sexualwissenschaftler                                                                              | 6. Mai 2008         | Der Fuß- und Radweg erstreckt sich auf dem Moabiter Werder am Nordufer der Spree zwischen Moltkebrücke und Lutherbrücke. Die Einweihung fand genau 75 Jahre nach der Plünderung des Instituts für Sexualwissenschaft im Zuge der Bücherverbrennungen von Nationalsozialisten statt, das sich ganz in der Nähe befand. In der Berliner Straßenplanung ist die Straße nur in Okstra-Klasse F, RBS-Klasse FUWE als Fußgängerweg markiert. | Magnus-Hirschfeld-Ufer |
| Mathilde-Jacob-Platz (Lage)      | 040 × 40                  | Mathilde Jacob (1873–1943), Sekretärin Rosa Luxemburgs und Holocaustopfer                                                         | 1995                | 1995 wurde der Rathausvorplatz des damaligen Bezirks Tiergarten nach Mathilde Jacob benannt und 1997 eine dazugehörige Gedenktafel am Rathaus eingeweiht. Das Rathaus Tiergarten ist ein gelistetes Baudenkmal. Einziger Anlieger des mit japanischen Zierkirschen bepflanzten Platzes ist das Bürgeramt Tiergarten. | Rathaus Tiergarten am Mathilde-Jacob-Platz |
| Melanchthonstraße (Lage)         | 0300                      | Philipp Melanchthon (1497–1560), Theologe und Reformator                                                                          | 19. Nov. 1877       | Sie wurde als Straße 15b, Abt. VII des Bebauungsplans, angelegt. Die ruhige Wohnstraße mit Kopfsteinpflaster, die aus Alt- und Nachkriegsbauten besteht verbindet als Verlängerung der Flemingstraße die Paulstraße mit der Calvinstraße. | Melanchthonstraße |
| Minna-Cauer-Straße (Lage)        | 0350                      | Minna Cauer (1841–1922), Journalistin und Frauenrechtlerin                                                                        | 6. Sep. 2005        | Die Straße verbindet die Invalidenstraße mit der Heidestraße. Sie entstand im Zusammenhang mit dem Bau des Tunnels Tiergarten Spreebogen (TTS), dessen nördlichste Zufahrt hier liegt. | Minna-Cauer-Straße |
| Neues Ufer (Lage)                | 0870 (im Ortsteil)        | bei der Anlage des Charlottenburger Verbindungskanals neu entstandenes Ufer                                                       | 14. Sep. 1910       | Der Abschnitt zwischen Sickingenstraße und Bahngelände gehört zu Charlottenburg. Der südlich der Kaiserin-Augusta-Allee gelegene Gebäudekomplex (Hausnummern 5–8) ist ein gelistetes Baudenkmal. Der nördliche Teil der Straße wird von Industrieanlagen bestimmt, lediglich zwischen Klarenbachstraße und Kaiserin-Augusta-Allee gibt es einige Altbauten. Am Südende, direkt am Spreekreuz zwischen Spree, Landwehrkanal und Charlottenburger Verbindungskanal liegt das Gebäude der Wasserschutzpolizei Mitte. Zwischen Kaiserin-Augusta-Allee, Wiebestraße und Neuem Ufer gibt es einen Park sowie Sportanlagen und einen Spielplatz. Parallel zur Straße verläuft ein Uferwanderweg. Zwischen Sickingenstraße und Berliner Ringbahn gehört die Straße zum Bezirk Charlottenburg-Wilmersdorf. | Neues Ufer |
| Oldenburger Straße (Lage)        | 0710                      | Oldenburg, Stadt in Niedersachsen                                                                                                 | 11. Juni 1902       | Die Straße erhielt bei der Anlage ihren heutigen Namen. Sie verbindet als Verlängerung der Ottostraße die Turmstraße mit der Siemensstraße. Der Block zwischen Turmstraße und Waldenserstraße wird vom Gebäudekomplex der katholischen St.-Paulus-Kirche mit dem Dominikanerkloster dominiert. Sie zählt zu den bedeutendsten katholischen Kirchenbauten Berlins des späten 19. Jahrhunderts. | St.-Paulus-Kirche Oldenburger Straße |
| Otto-Dix-Straße (Lage)           | 0330                      | Otto Dix (1891–1969), Maler und Grafiker                                                                                          | 15. Okt. 1979       | Die Erschließungsstraße verbindet die Rathenower Straße und den Lesser-Ury-Weg. Hier befand sich die 1955 abgerissene Kaserne des 2. Garde-Ulanen-Regiments. Die ruhige Wohnstraße gehört zur Heinrich-Zille-Siedlung die zwischen 1976 und 1981 erbaut wurde. Durch den nahen Hauptbahnhof ist die Straße gut an den öffentlichen Nahverkehr angebunden. Da die Anlage im Rahmen des sozialen Wohnungsbaus des Berliner Senats erbaut wurde und der Zuzug nur nach strengen Kriterien erfolgte, hat sich das Gebiet zum sozialen Brennpunkt entwickelt. In der nur mit zwei- bis vierstöckigen Häusern bebauten Anlagen gibt es viele Grünanlagen, Spielplätze und autofreie Durchwegungen. | Otto-Dix-Straße |
| Ottoplatz (Lage)                 | 0270 × 70                 | Johann Karl Otto (1787–1865), Bauunternehmer und Kommunalpolitiker                                                                | 1867                | Der bis dahin namenlose Platz wurde im Zusammenhang mit der anliegenden Ottostraße benannt. 1934 erhielt er den Namen Norkusplatz nach Herbert Norkus, einem Anhänger des Nationalsozialismus. 1947 wurde er wieder in Ottoplatz rückbenannt. Hier befindet sich der Ottopark. | Kiosk am Ottoplatz |
| Ottostraße (Lage)                | 0210                      | Johann Karl Otto (1787–1865), Bauunternehmer und Kommunalpolitiker                                                                | 9. Jan. 1867        | Die Straße erhielt bei der Anlage ihren Namen. Sie hieß – ebenso wie der Ottoplatz – vom 24. Juli 1934 bis 31. Juli 1947 Norkusstraße nach dem in der Zwinglistraße erstochenen Hitlerjungen Herbert Norkus, der als Vorbild zu Buch und Film Hitlerjunge Quex diente. Das Pfarr- und Gemeindehaus der evangelischen Heilandsgemeinde in der Ottostraße 16 ist ein gelistetes Baudenkmal. | Ottostraße |
| Otto-Weidt-Platz (Lage)          | 0130 × 60                 | Otto Weidt, Gerechter unter den Völkern                                                                                           | 18. Mai 2018        | Der Stadtplatz liegt in der Europacity zwischen der Heidestraße und dem Berlin-Spandauer Schifffahrtskanal. | Otto-Weidt-Platz |
| Paulstraße (Lage)                | 0670                      | Paul, männlicher Vorname | 11. Nov. 1868       | Vorher war sie die Straße 17, Abt. VII des Bebauungsplans. Die Straße war bereits 1861 bei der Eingemeindung Moabits nach Berlin vorhanden, hatte aber noch keinen Namen. Zu jener Zeit hatte der Magistrat von Berlin eine Anordnung erlassen, dass bei Straßenbenennungen, die weder einen örtlichen noch einen Bezug zu einer bestimmten Person hatten, übliche Vornamen zu nehmen seien. Auf diese Weise kam die Paulstraße im Jahre 1868 zu ihrem Namen. Sie verläuft von der Lutherbrücke bis zur Straße Alt-Moabit. Das auf dem Gelände des Moabiter Werders liegende Speditionsgebäude ist ein gelistetes Baudenkmal. Es wurde 1997–1999 in eine Schule umgebaut, erweitert und um eine Doppelsporthalle und einen Kindergarten ergänzt. Diese verkehrsreiche Nord-Süd-Verbindung mit Wohn- und Geschäftshäusern hat an der Lutherbrücke von Süden her links einen Zugang zum Präsidentendreieck und rechts zum Moabiter Werder und zum Magnus-Hirschfeld-Ufer. An der Straße liegen die Anne-Frank-Grundschule und die Moabiter Grundschule. | Paulstraße · Güterschuppen |
| Perleberger Straße (Lage)        | 1520                      | Perleberg, Kreisstadt in Brandenburg                                                                                              | 14. Mai 1875        | Angelegt wurde sie als Straße 16, Abt. VIII des Bebauungsplans. Sie verbindet die Stromstraße mit der Fennstraße im Ortsteil Wedding. An der Nordseite der Perleberger Straße bilden Mietshäuser eine geschlossene Bebauung. Die Südseite dagegen öffnet sich zu den großen Arealen des ehemaligen Exerzierplatzes, des Krankenhauses Moabit und der Schultheiss-Brauerei. Die Mietshäuser in der Perleberger Straße gehen auf die Tätigkeit der Baugesellschaft Am kleinen Tiergarten zurück. In der Nr. 61a befindet sich die Gefangenensammelstelle (Gewahrsam City) der Polizei auf dem ehemaligen Kasernengelände. Hier stehen die Botschaften von Tadschikistan (Nr. 20) und von Usbekistan (Nr. 62). Die Häuser 57, 62, das ehemalige Ballhaus Tiergarten, heute Usbekische Botschaft, sowie die Heilige-Geist-Kirche sind gelistete Baudenkmale. Zwischen Perleberger Straße, Birkenstraße und Turmstraße befindet sich das 2002 geschlossene Krankenhaus Moabit, das heute das Gesundheits- und Sozialzentrum Moabit bildet. Es ist eine verkehrsreiche innerstädtische Straße auf der Nordseite dichte Wohnbebauung, teilweise mit mehreren Hinterhöfen. Im Parterre gibt es viel Kleingewerbe. Auf der Südseite ist die Polizeidirektion 3, der Polizeiabschnitt 33 und die Botschaft von Usbekistan. Zwischen Birkenstraße und Feldzeugmeisterstraße gibt es auch auf der Südseite Wohnbebauung. | Perleberger Straße · Perleberger Straße 57 |
| Pritzwalker Straße (Lage)        | 0180                      | Pritzwalk, Stadt in Brandenburg                                                                                                   | 16. Dez. 1882       | Sie wurde als Straße 14e, Abt. VIII des Bebauungsplans, 1882 von der Baugesellschaft Am kleinen Tiergarten angelegt. Bei der kurzen verkehrsberuhigten Straße handelt es sich um eine ruhige Wohnstraße in zentraler Lage mit einer Mischung als Altbauten, Nachkriegsbauten und Neubauten. Hier gibt es einen großen begrünten Innenhof mit einem Fußgängerdurchgang zur Wilsnacker Straße. | Pritzwalker Straße |
| Putlitzstraße (Lage)             | 0290                      | Putlitz, brandenburgisches Adelsgeschlecht                                                                                        | 17. März 1891       | Die Putzlitzstraße verläuft von der Kreuzung Birkenstraße über die Putlitzbrücke und geht dann in die Straße An der Putlitzbrücke über. Zu beiden Seiten der Brückenrampe liegen weitere Straßenteile. Auf der Brücke befindet sich der Zugang zum Bahnhof Berlin Westhafen sowie das Deportationsmahnmal Putlitzbrücke. Die zentral gelegene Straße ist durch die breite Auffahrt der Stromstraße zur Putlitzbrücke geteilt. Es gibt einen Durchgang unter der Stromstraße hindurch die beide Straßenteile verbindet. Von den Häusern besteht ein direkter Blick auf die verkehrsreiche Durchgangsstraße. Die westliche Straßenseite ist eine Einbahnstraße in südlicher Richtung und die östliche Straßenseite eine Einbahnstraße in nördlicher Richtung. | Putlitzstraße · Straßenteil westlich der Putlitzbrücke |
| Quitzowstraße (Lage)             | 1250                      | Quitzow, brandenburgisches Adelsgeschlecht                                                                                        | 17. März 1891       | Sie entstand als Straße 17, Abt. VIII des Bebauungsplans, und verbindet die Siemensstraße mit der Perleberger Straße. In Verbindung mit dem Neubau der Ellen-Epstein-Straße wurde die Einmündung in die Perleberger Straße umgestaltet, sodass auf der gewonnenen Fläche ein Lagerhaus gebaut werden konnte. Auf der Nordseite der Straße befinden sich ausschließlich Gewerbebauten. Von der Quitzowstraße aus führte ein Weg zu den Rampen des Güterbahnhofs Moabit, von wo zwischen 1942 und 1945 mehr als 32.000 Juden in Vernichtungslager deportiert wurden. Eine Gedenktafel erinnert daran. | Beusselbrücke über die Quitzowstraße |
| Rahel-Hirsch-Straße (Lage)       | 0290                      | Rahel Hirsch (1870–1953), erste Medizinprofessorin in Preußen                                                                     | 16. Mai 2005        | Die Straße entstand in Verbindung mit dem Bau des Hauptbahnhofs. Hier soll das Lehrter Stadtquartier entstehen. Sie verläuft am Spreeufer zwischen der Moltkebrücke und dem Friedrich-List-Ufer vor dem am Hauptbahnhof gelegenen Washingtonplatz. | Rahel-Hirsch-Straße mit Hauptbahnhof |
| Rathenower Straße (Lage)         | 1370                      | Rathenow, Kreisstadt in Brandenburg                                                                                               | 4. Mai 1875         | Sie wurde als Straße 15, Abt. VIII des Bebauungsplans, von der Baugesellschaft Am kleinen Tiergarten angelegt und verbindet die Perleberger Straße mit der Straße Alt-Moabit. Ursprünglich bildeten Rathenower-, Invalidenstraße und Alt-Moabit eine Einmündung. Im Zusammenhang mit dem Abriss der Kasernen an dieser Kreuzung im Jahre 1955 wurde die Straße mit der Paulstraße verbunden. Ein kleines Straßendreieck existiert noch zwischen Alt-Moabit und Invalidenstraße. Gelistete Baudenkmale sind die Justizvollzugsanstalt Moabit, die Kaserne des 4. Garderegiments zu Fuß in Nr. 9 und 10 sowie das Wohnhaus Nr. 52. Gegenüber der Turmstraße befindet sich der Eingang zum Fritz-Schloß-Park. | Kinderzentrum Rathenower Straße · Untersuchungshaftanstalt Moabit |
| Reuchlinstraße (Lage)            | 0260                      | Johannes von Reuchlin (1455–1522), Philologe und Humanist                                                                         | 6. Sep. 1899        | Sie wurde als Straße 28, Abt. VI des Bebauungsplans, 1891–1895 angelegt. Sie verbindet als Verlängerung der Berlichingenstraße die Huttenstraße mit der Kaiserin-Augusta-Allee. | Reuchlinstraße |
| Rostocker Straße (Lage)          | 0550                      | Rostock, Stadt in Mecklenburg-Vorpommern                                                                                          | 17. März 1891       | Sie wurde als Straße 31a, Abt. VI des Bebauungsplans, angelegt und verbindet die Huttenstraße mit der Sickingenstraße. Das Lehrerwohnhaus der 216. und 222. Gemeindeschule mit Lesehalle in der Nr. 32 ist ein gelistetes Baudenkmal. Die Wohnstraße ist relativ ruhig, die Gebäude aber überwiegend sanierungsbedürftig. Der gesamte Kiez ist einer der sozialen Brennpunkte in Berlin, dafür aber sehr multikulturell. Es gibt zwei Fußgängerdurchgänge zur Berlichingenstraße. Ein Durchgang ist begrünt und hat einen Spielplatz, der zweite Durchgang hat Spielgeräte für Jugendliche und einen Bolzplatz. In der Rostocker Straße steht das Stadtschloss Moabit mit der Kurt-Tucholsky-Bibliothek. | Rostocker Straße |
| Salzwedeler Straße (Lage)        | 0180                      | Salzwedel, Kreisstadt in Sachsen-Anhalt                                                                                           | 18. Jan. 1892       | Die Straße wurde als Straße 17c, Abt. VIII des Bebauungsplans, angelegt. Sie verbindet die Stephanstraße mit der Quitzowstraße, und dem neben der Putlitzbrücke liegenden Teil der Putlitzstraße, ist aber für Kraftfahrzeuge gesperrt. Die verkehrsberuhigte Wohnstraße besteht überwiegend aus Altbauten. | Salzwedeler Straße |
| Seestraße (Lage)                 | 0590 (im Ortsteil)        | Plötzensee, Richtung der Straße von Alt-Berlin aus                                                                                | um 1827             | Der Teil gegenüber dem Westhafen zwischen den beiden Seestraßenbrücken gehört zu Moabit. Der östliche Abschnitt der Straße verläuft im Ortsteil Wedding. | Südliche Seestraßenbrücke in Moabit |
| Seydlitzstraße (Lage)            | 0580                      | Friedrich Wilhelm von Seydlitz (1721–1773), preußischer General                                                                   | 15. Aug. 1881       | Wegen der hier vorhandenen Kasernen des 2. Garde-Ulanen-Regiments erhielt dieser Verkehrsweg zur Erinnerung an den Reitergeneral Seydlitz seinen Namen. Die Seydlitzstraße (in einigen älteren Adressbüchern auch Seidlitzstraße geschrieben) verbindet die Rathenower- mit der Lehrter Straße. Die ruhige innerstädtische Wohnstraße besitzt Kopfsteinpflaster. Der südliche Straßenteil wird von der Heinrich-Zille-Siedlung und den Gebäuden der Berliner Stadtmission begrenzt. Der nördliche Straßenteil grenzt an den Fritz-Schloß-Park, und das Poststadion mit seinen weitläufigen Anlagen und dem ehemaligen Sommerbad Seydlitzstraße. | Seydlitzstraße |
| Sickingenstraße (Lage)           | 1020                      | Franz von Sickingen (1481–1523), Heerführer                                                                                       | 8. März 1894        | Die Nordseite des westlichen Endes der Straße liegt in Charlottenburg. Sie wurde als Straße 7, Abt. VI des Bebauungsplans, angelegt und verbindet die Gauß-Straße mit der Siemensstraße. Sie ist die nördlichste Straße des Moabiter Industriegebietes. Die Wohnanlage Sickingenstraße 7/8 sowie am Sickingenplatz das ehemalige Straßenbahndepot Moabit, das heute von der „Classic Remise“ (früher Meilenwerk) genutzt wird, sind gelistete Baudenkmale. Einige wenige Wohnhäuser stehen an der stark befahrenen Straße, die am westlichen Ende in ein reines Industriegebiet mündet. Wegen des Großmarktes Beusselstraße setzt der Verkehr schon sehr früh ein. Hinter den Grundstücken auf der Nordseite verläuft die Ringbahnstrecke. Weiter östlich an der Ecke zur Berlichingenstraße hin liegt das ehemalige Telefunken-Werk für Elektronenröhren, in dem heute eine Agentur für Arbeit untergebracht ist. | Sickingenstraße |
| Siemensstraße (Lage)             | 0750                      | Werner von Siemens (1816–1892), Unternehmer                                                                                       | 24. Apr. 1890       | Die Siemensstraße, angelegt als Straße 17a, Abt. VIII des Bebauungsplans, verbindet die Beusselstraße mit der Quitzowstraße. An der Nordseite befand sich einst der Güterbahnhof Moabit. An der Südseite gibt es Wohnhäuser in Blockrandbebauung. Das Schulgebäude in Nr. 20 ist ein gelistetes Baudenkmal. Aus der ehemals stark verkehrsbelasteten Straße ist 2014 eine ruhige Wohnstraße geworden, die nach Norden einen freien Blick über das Bahngelände um den Westhafen bietet. Der Autoverkehr fließt jetzt über die neue Erna-Samuel-Straße, die 2014 auf dem ehemaligen Güterbahnhof Moabit entstanden ist. Im Zuge der Baumaßnahmen ist ein kleiner Stadtteilpark mit Spielplatz entstanden. Die Straße endet für Autos an der Erna-Samuel-Straße als Sackgasse. | Ehemaliger Güterbahnhof Moabit |
| Solinger Straße (Lage)           | 0210                      | Solingen, Stadt in Nordrhein-Westfalen                                                                                            | 15. Sep. 1906       | Sie wurde angelegt als Straße 30 der Abt. VII des Bebauungsplans. Die ruhige innerstädtische Wohnstraße mit Kopfsteinpflaster verbindet die Tile-Wardenberg-Straße mit der Levetzowstraße. | Solinger Straße |
| Spenerstraße (Lage)              | 0470                      | Philipp Jakob Spener (1635–1705), Theologe                                                                                        | 19. Nov. 1887       | Die ruhige Wohnstraße mit Alt- und Nachkriegsbauten verbindet die Lüneburger Straße mit der Straße Alt-Moabit. Angelegt als Straße 15a, Abt. VII des Bebauungsplans, | Spenerstraße |
| Stendaler Straße (Lage)          | 0210                      | Stendal, Kreisstadt in Sachsen-Anhalt                                                                                             | 14. Mai 1875        | Die verkehrsberuhigte Wohnstraße mit viel Altbausubstanz und dichter Bebauung verbindet die Havelberger Straße mit der Rathenower Straße und wurde als Straße 13b, Abt. VIII des Bebauungsplans, angelegt. | Stendaler Straße |
| Stephanplatz (Lage)              | 090 × 50                  | Heinrich von Stephan (1831–1897), Generalpostmeister und Politiker                                                                | 1889                | Der Stephanplatz ist das Herz des Stephankiezes und wurde als Platz B I, Abt. VIII des Bebauungsplans, zwischen Stephanstraße und Havelberger Straße angelegt. Von 1937 bis 1947 hieß er Sagasserplatz nach Erich Sagasser, einem Anhänger des Nationalsozialismus. Im Jahr 2000 wurde er komplett neu gestaltet. Die hier stehende Bedürfnisanstalt, ein sogenanntes „Café Achteck“, steht unter Denkmalschutz. | Stephanplatz |
| Stephanstraße (Lage)             | 0820                      | Heinrich von Stephan (1831–1897), Generalpostmeister und Politiker                                                                | 12. März 1889       | Die verkehrsberuhigte Wohnstraße mit dichter Bebauung und Kopfsteinpflaster besitzt durchgehend gute Altbausubstanz, an der Putlitzbrücke sozialer Wohnungsbau, verbindet die Putlitzstraße mit der Perleberger Straße. Nach ihr ist der umgebende Stephankiez benannt. Das Schulgebäude in Nr. 2/3 und die Hedwig-Dohm-Oberschule in der Nr. 27 sind geschützte Baudenkmale. | Stephanstraße |
| Stromstraße (Lage)               | 1000                      | Spree | 1827                | Vom 18. Jahrhundert bis 1827 hieß sie Grüner Weg. Während dieser Weg seinen neuen Namen 1827 erhielt, bekam ihn der nördliche Teil zwischen Turm- und Birkenstraße erst später. Die Bebauung begann um 1848. Markantestes Bauwerk ist die 1980 stillgelegte Schultheiss-Brauerei. Weitere Baudenkmale sind das Wohn- und Geschäftshaus in der Nr. 61, das Wohn- und Verwaltungsgebäude der Dampfmühle F. W. Schütt, die Mietshäuser Stromstraße 87–93, Stromstraße 8 und Stromstraße 58. | Schultheiß-Brauerei · Stromstraße 49 |
| Thomasiusstraße (Lage)           | 0350                      | Christian Thomasius (1655–1728), Jurist und Philosoph                                                                             | 9. Jan. 1901        | Die Straße wurde nach dem Abbruch der Borsigschen Fabrik angelegt. Sie war im Bebauungsplan als Straße 15a, Abt. VII, ausgewiesen. Sie verbindet das Helgoländer Ufer mit der Straße Alt-Moabit. Gelistete Baudenkmale sind die Nr. 4 und die Nr. 5. Eine ruhige Wohnstraße mit Alt- und Nachkriegsbauten. Die östliche Straßenseite wurde während des Krieges weitgehend zerstört, hier stehen Wohnungsbauten aus den frühen 1950er Jahren. Die westliche Straßenseite mit prachtvollen Altbauten und einigen Jugendstilfassaden blieb weitgehend erhalten. Im Haus Nr. 2 wohnte zeitweilig die Psychoanalytikerin und Ärztin Sabina Spielrain, die von den Nationalsozialisten zusammen mit ihrer Tochter erschossen wurde. | Thomasiusstraße |
| Thusnelda-Allee (Lage)           | 050                       | Thusnelda († 17 n. Chr.), Ehefrau des Cheruskerfürsten Arminius                                                                   | 18. Jan. 1892       | Die Straße ist die kürzeste Allee Berlins, sie verbindet die Straße Alt-Moabit mit der Turmstraße. Das einzige Gebäude ist die Heilandskirche. | Heilandskirche in der Thusneldaallee |
| Tile-Wardenberg-Straße (Lage)    | 0420                      | Tile Wardenberg, Grundbesitzer und Politiker im 14. Jahrhundert                                                                   | 9. Jan. 1901        | Im Bebauungsplan war sie als Straße 33, Abt. VII aufgeführt. Die ruhige Wohnstraße mit Kopfsteinpflaster, Altbauten und Nachkriegsbauten verbindet das Wikingerufer mit dem Hansa-Ufer. | Tile-Wardenberg-Straße |
| Turmstraße (Lage)                | 1800                      | zwei Kirchtürme, die bei der Namensgebung von der Straße aus sichtbar waren                                                       | 1827                | Die Straße wurde 1818 auf der Trasse eines alten Heerweges angelegt. Die Turmstraße verlief ursprünglich bis zur Heidestraße und wurde erst um 1846 durch die Anlage des Exerzierplatzes östlich der Rathenower Straße auf ihr jetziges Ausmaß verkürzt, hat aber trotzdem noch eine Länge von 1,8 Kilometern. Nach Beendigung des Zweiten Weltkriegs hieß die Straße kurzzeitig Ernst-Thälmann-Straße. Sie ist die wichtigste Geschäftsstraße Moabits. Markanteste Gebäude sind das Kriminalgericht (unteres foto) am östlichen Ende der Straße, der Gebäudekomplex des ehemaligen Krankenhauses Moabit und das Rathaus Tiergarten. Weitere Baudenkmale sind das Haus Nr. 4, das Haus Nr. 38, das Haus Nr. 76/76a sowie die Anne-Frank-Grundschule und die heute als Volkshochschule genutzte 82. und 90. Gemeindeschule und Kirschner-Oberrealschule. Die stark befahrene Wohn- und Einkaufsstraße mit zwei Fahrstreifen in jeder Richtung und einer Mittelinsel, wo das Kriminalgericht liegt, in dem fast alle großen Kriminalfälle in der Stadt verhandelt werden. Aus dem ehemaligen Krankenhaus Moabit (Turmstraße 21) ist das Gesundheitszentrum Moabit geworden. Das Bürgeramt Tiergarten am Mathilde-Jacob-Platz ist ein zentraler Punkt der Straße. Die Galerie Nord und das Berlin-Kolleg liegen ebenfalls an der Straße. Das östliche Ende ist etwas ruhiger. | Turmstraße · Kriminalgericht |
| Ufnaustraße (Lage)               | 0200                      | Ufenau, Todesort von Hutten | 19. Mai 1908        | Angelegt als Straße 23a, Abt. VI/3 des Bebauungsplans, verbindet die ruhige Wohnstraße die Huttenstraße mit der Sickingenstraße. Die Huttenstraße beeinflusste die Namensgebung der Wohnstraße, die überwiegend aus Altbauten mit einfachem Standard besteht. Der gesamte Kiez ist einer der sozialen Brennpunkte in Berlin, dafür aber multikulturell. | Ufnaustraße |
| Unionplatz (Lage)                | 0180 × 100 (Dreiecksform) | Protestantische Union | 8. März 1894        | Er wurde als Platz A/I, Abt. VIII des Bebauungsplans, 1879 zwischen Siemens-, Union- und Bremer Straße angelegt. Die Teilfläche zwischen Siemensstraße und Oldenburger Straße wurde am 20. Oktober 1969 eingezogen. Hier befinden sich eine Sporthalle und Spielplätze. Östlich der Bremer Straße liegt der Schulgarten Moabit und südlich der Unionstraße schließt sich der Unionpark mit weiteren Spielplätzen an. | Unionplatz |
| Unionstraße (Lage)               | 0240                      | nach dem Unionplatz, der schon vorher angelegt war                                                                                | 11. Juni 1902       | Die Straße wurde als Straße 4a, Abt. VIII des Bebauungsplans, gemeinsam mit dem Unionplatz angelegt. Sie führt als Verlängerung der Birkenstraße von der Bremer Straße zur Siemensstraße. Der Teil zwischen Oldenburger Straße und Siemensstraße ist Fußgängerbereich. In der Berliner Straßenplanung sind lediglich 130 Meter als Gemeindestraße (RBS: STRA) aufgenommen, weitere 110 Meter der Straße sind mit Okstra-Klasse F und RBS-Klasse FUWE als Fußgängerweg markiert. Diese Einteilung entspricht dem erforderlichen Ausbauzustand. Die hier vorhandene Bedürfnisanstalt, „Café Achteck“ genannt, steht unter Denkmalschutz. Die verkehrsberuhigte Wohnstraße (Kopfsteinpflaster) besitzt teilweise gute Altbausubstanz. Südlich der Straße liegt der Park an der Bremer Straße mit einem Durchgang zur Wiclefstraße. Über die Straße läuft der Naturlehrpfad Moabit. | Unionstraße |
| Waldenserstraße (Lage)           | 0820                      | Waldenser, religiöse Bewegung im Mittelalter                                                                                      | 17. März 1891       | Die Waldenserstraße, angelegt als Straße 2, Abt. VIII des Bebauungsplans, verbindet als Verlängerung der Bugenhagenstraße die Bremer Straße mit der Waldstraße. Hier befinden sich mehrere markante Gebäude: der ehemalige Berliner Pferdebahnhof, der bereits seit 1924 als Gewerbehof benutzt wird, das Ledigenheim für Männer in der Nr. 31, heute Amsterdam-House, die Carl-Bolle-Grundschule in der Nr. 20 und 21, das Wohnhaus Schweizer Hof in der Nr. 15 sowie das Wohnhaus Nr. 30. In der Nr. 27 liegt die katholische St.-Paulus-Grundschule und daneben der Eingang zur St.-Paulus-Kirche. Es ist eine verkehrsberuhigte Wohnstraße mit teilweise guter Altbausubstanz und Baumbestand. Tagsüber gibt es einen Durchgang für Fußgänger zur Wiclefstraße über das Gelände der gemeinnützigen bildungsmarkt vulkan & waldenser gmbh. Direkt gegenüber vom Durchgang liegt das Amstel House Hostel. | Waldenserstraße |
| Waldstraße (Lage)                | 0610                      | Wald nördlich der Turmstraße, in den die Straße anfänglich führte                                                                 | 1822                | Die Straße ist nicht offiziell benannt worden. Am 7. Januar 1864 erfolgte die Bewilligung von 270 Mark für neun Öllaternen auf der bebauten westlichen Seite. Im April 1904 wurde von der Turm- bis zur Wiclefstraße eine Mittelpromenade mit zwei asphaltierten Seitendämmen angelegt. Sie verbindet als Verlängerung der Gotzkowskystraße die Turmstraße mit der Siemensstraße. In der Nr. 23/24 wurde 2005 das SOS-Kinderdorf Berlin-Moabit eröffnet. Baudenkmale sind die Nr. 54 und das Mietshaus und Stallgebäude Nr. 55 und 55a. Es ist eine verkehrsberuhigte Wohnstraße mit einer Mischung aus Alt- und Nachkriegsbauten. Die Waldstraße mit Walnussbäumen, Zierkirschen, Zieräpfeln und Zierbirnen bepflanzt. Die Straße verfügt über einen breiten Mittelstreifen mit Ruhebänken und Spielmöglichkeiten. | Waldstraße |
| Washingtonplatz (Lage)           | 0150 × 110                | George Washington (1732–1799), erster amerikanischer Präsident                                                                    | 12. Feb. 1932       | Der westliche Teil des Friedrich-Karl-Ufers zwischen Moltke- und Hugo-Preuß-Brücke wurde 1932 in Washingtonplatz umbenannt. Am 16. Mai 2005 wurde er zum südlichen Vorplatz des Hauptbahnhofs. Der unbewohnte und noch etwas schmucklose Platz ist tagsüber sehr belebt. Der Weg zum Regierungsviertel führt über den Platz. | Washingtonplatz |
| Werftstraße (Lage)               | 0260                      | eine am Ufer gelegene Schiffswerft                                                                                                | 21. Juni 1862       | Die Straße 8, Abt. VII des Bebauungsplans existierte bereits 1861 bei der Eingemeindung und führte vor dem Eisenbahnbau bis zur Spree. Sie verbindet als verkehrsberuhigte Straße Alt-Moabit mit der Lüneburger Straße, wobei die Durchfahrt zu dieser für Kraftfahrzeuge gesperrt ist. Eine verkehrsberuhigte Wohnstraße mit Kopfsteinpflaster und Alt- und Nachkriegsbauten. An der Lüneburger Straße liegen mehrere Durchgänge unter der Stadtbahnlinie hindurch. | Werftstraße |
| Westhafenstraße (Lage)           | 0180                      | Zufahrt zum Berliner Westhafen | nach 1923           | Die Westhafenstraße erschließt den Westhafen und verläuft von der Beusselstraße zur Straße An der Putlitzbrücke. Ein Teil der Straße am Grundstück BEHALA wurde am 15. Juni 1962 eingezogen und am selben Tag im Straßenverzeichnis gestrichen. Die Gesamtanlage des Westhafens ist ein gelistetes Baudenkmal. In der Berliner Straßenplanung ist sie in RBS-Klasse als STRA aufgenommen, jedoch nach Okstra-Klasse N ist es keine Gemeindestraße für deren Bau das Land zuständig wäre. | Westhafenstraße Verwaltungsgebäude der BEHALA |
| Wiclefstraße (Lage)              | 0860                      | John Wiclef (vor 1320–1384), englischer Theologe                                                                                  | 18. Jan. 1892       | Während die Straße 3 Abt. VIII des Bebauungsplans bereits 1892 diesen Namen erhielt, bekamen die Straße 1a und die Straße 7 derselben Abteilung erst am 7. Juni 1896 den Namen Wiclefstraße. Sie verbindet die Wilhelmshavener Straße mit der Beusselstraße. Die evangelische Reformationskirche und das Mietshaus Nr. 48 sind gelistete Baudenkmale. Es handelt sich um eine verkehrsberuhigte Wohnstraße mit Kopfsteinpflaster mit Baumbestand aus Spitz-, Berg-, Eschen-, Zucker und Silberahorn. Von der Wiclefstraße gibt es tagsüber einen Fußgängerdurchgang über das Gelände der bildungsmarkt vulkan & waldenser gmbh zur Waldenserstraße. Nach Norden führt ein Fußgängerdurchgang im dichtbebauten Gebiet zur Unionstraße durch den versteckten Park an der Bremer Straße. In der Straße ist der Naturlehrpfad Moabit gelegen. | Wiclefstraße |
| Wiebestraße (Lage)               | 0600                      | Eduard Wiebe (1804–1892), Architekt; Adolf Wiebe (1826–1908), Oberbaudirektor und Hermann Wiebe (1818–1881), Ingenieur            | 14. Feb. 1895       | Die Wiebestraße wird zum großen Teil von Industriebauten geprägt und führt von der Sickingenstraße bis zum Neuen Ufer. Der Teil zwischen Kaiserin-Augusta-Allee und Neuem Ufer ist ein Fußgängerweg. Einzelne Teile hießen zuerst Straße 25, Straße 25a und Straße 26, Abt. VI des Bebauungsplans. Baudenkmale sind das ehemalige Straßenbahndepot Moabit, das aktuell von der „Classic Remise“ (früher Meilenwerk) genutzt wird, das Werk von Ludwig Loewe & Co. (heute Ludwig-Loewe-Höfe) und die Bedürfnisanstalt. In den Ludwig-Loewe-Höfen kann der Loewe-Saal für Feierlichkeiten gemietet werden. Die „Classic Remise“ ist eine Mischung aus „Lebendigem Museum“, Parkhaus und Dienstleistungszentrum. Dort werden Oldtimer und Sammlerfahrzeuge präsentiert. Im Süden endet die Straße in einem kleinen Park mit Sportplatz. Hier steht auch die Richard-Schröter-Grundschule. | Ludwig Loewe Höfe |
| Wikingerufer (Lage)              | 0370                      | Wikinger, seefahrende Völker in der Wikingerzeit                                                                                  | 9. Jan. 1901        | Bei ihrer Anlage hieß die Uferstraße Straße 34a, Abt. VII des Bebauungsplans. Sie führt am Spreeufer entlang von der Gotzkowskybrücke zur Wullenweberstraße. Die Erlöserkirche und die Landesbildstelle sind gelistete Baudenkmale. Eine wenig befahrene Wohnstraße direkt an der Spree mit Kopfsteinpflaster und dem Naturlehrpfad Moabit sowie dem Spreeweg. | Wikingerufer vom westlichen Spree-Ufer · Wikingerufer |
| Wilhelmshavener Straße (Lage)    | 0860                      | Wilhelmshaven, Stadt in Niedersachsen                                                                                             | 16. Aug. 1892       | Sie wurde angelegt als Straße 9, Abt. VIII des Bebauungsplans. Am 19. Januar 1901 erhielt die nördliche Fortsetzung der Wilhelmshavener Straße über die Birkenstraße hinaus bis zur Quitzowstraße denselben Namen. Das Umspannwerk in der Nr. 7 und das Mietshaus Nr. 47 sind gelistete Baudenkmale. Es handelt sich um eine überwiegend verkehrsberuhigte Wohnstraße mit Kopfsteinpflaster. | Wilhelmshavener Straße |
| Wilsnacker Straße (Lage)         | 0870                      | Bad Wilsnack, Stadt in Brandenburg                                                                                                | 14. Mai 1875        | Die Straße 14b, Abt. VIII des Bebauungsplan, wurde im Jahre 1874 von der Baugesellschaft am Kleinen Tiergarten angelegt, 1875 gepflastert und benannt. Die Straße 14c und Straße 14d wurden am 16. März 1886 der Wilsnacker Straße hinzugefügt. Die Straße führt von der Perleberger Straße über die Turmstraße zur Straße Alt-Moabit. In der Nr. 4 hat das Amtsgericht Tiergarten einen Eingang. Ihm gegenüber liegt der Ehrenfriedhof Wilsnacker Straße. Weitere Baudenkmale sind das Mietshaus Nr. 61, die Vorschule des Königlichen Luisen-Gymnasiums sowie das Mietshaus Nr. 41. Zwischen der Perleberger Straße und der Turmstraße handelt es sich um eine ruhige Wohnstraße in zentraler Lage mit einer Mischung als Altbauten, Nachkriegsbauten und Neubauten. Hier gibt es einen großen begrünten Innenhof mit einem Fußgängerdurchgang zur Pritzwalker Straße. Am südlichen Ende liegt der „Friedhof Wilsnacker Straße für Opfer von Krieg und Gewaltherrschaft“ und der Zugang zum Haus B des Justizverwaltungsgebäude. An der Ecke Turmstraße ist ein großer Spielplatz mit einem Denkmal für Wilhelm Schwartz. | Wilsnacker Straße |
| Wittstocker Straße (Lage)        | 0240                      | Wittstock/Dosse, Stadt in Brandenburg                                                                                             | 18. Jan. 1892       | Sie wurde als Straße 30a, Abt. VI des Bebauungsplans, angelegt und verbindet die Berlichingenstraße mit der Beusselstraße. Die Mietshausgruppe Nr. 4–5/24–26 ist ein gelistetes Baudenkmal. Die Wohnstraße ist relativ ruhig, die Altbauten teilweise stark sanierungsbedürftig. Ein Teil der Straße ist verkehrsberuhigt. | Wittstocker Straße |
| Wullenweberstraße (Lage)         | 0360                      | Jürgen Wullenweber (um 1488–1537), Bürgermeister von Lübeck                                                                       | 9. Jan. 1901        | Angelegt wurde sie als Straße 33a, Abt. VII des Bebauungsplans. 1984 wurde ein dreieinhalb Meter breiter Geländestreifen der Wullenweberstraße (Sportplatzseite) zwischen Hansa-Ufer und Wikingerufer für den öffentlichen Verkehr eingezogen. Die Straße verbindet Wikinger-Ufer und Hansa-Ufer. Der Wullenwebersteg ist eine Fußgängerbrücke über die Spree. Es ist eine ruhige innerstädtische Wohnstraße mit Kopfsteinpflaster von den oberen Stockwerken der Häuser hat man einen freien Blick über die Spree und das Sportgelände des Vereins Gutsmuths. Die Straße ist an der Nordseite mit sozialem Wohnungsbau bebaut, das Gelände der Südseite gehört überwiegend zum Sportverein Gutsmuths. Auf der Straße liegen die grünen Hauptwege Spreeweg und Tiergartenring | Wullenweberstraße |
| Zinzendorfstraße (Lage)          | 0190                      | Nikolaus Ludwig von Zinzendorf (1700–1760), Theologe                                                                              | 30. Apr. 1899       | Sie wurde als Straße 35a, Abt. VII des Bebauungsplans, angelegt. Sie verbindet die Straße Alt-Moabit mit der Levetzowstraße. Eine kleine Wohnstraße mit Kopfsteinpflaster und überwiegend Altbauten mit guter Substanz. Der Eingang zur Miriam-Makeba-Grundschule mit einer Turnhalle liegt an der Straße. | Zinzendorfstraße |
| Zwinglistraße (Lage)             | 0460                      | Ulrich Zwingli (1484–1531), Schweizer Reformator                                                                                  | 24. Apr. 1890       | Angelegt wurde sie als Straße 25, Abt. VII des Bebauungsplans. Die dicht bebaute innerstädtische Wohnstraße ist verkehrsberuhigt. Der Kiez ist einer der sozialen Brennpunkte in Berlin, dafür aber sehr multikulturell. Die Zwinglistraße liegt zwischen Otto- und Beusselstraße. Drei frühere Gemeindeschulen, im 21. Jahrhundert Berlin-Kolleg und die Wartburgschule, sind gelistete Baudenkmale. | Zwinglistraße |

## Weitere Örtlichkeiten von Moabit

### Weitere Straßenabschnitte nach Straßenregister
Im Berliner Straßenverzeichnis des regionalen Bezugssystems sind zudem noch einige Straßen genannt für die private Träger zuständig sind. Mit der Einordnung nach Okstra-Klasse „N“ sind es keine Gemeindestraßen und im Übergeordneten Straßennetz sind sie nicht kategorisiert. Die gleiche Klassifizierung wie die (oben bereits beschriebene) Westhafenstraße (4817) hat auch die „Torfstraße“ (Nr. 4515). Sie ist noch im Straßenregister in einer Länge von 210 Metern für den Ortsteil in RBS-Klasse „STRA“ (Bauanforderung) aufgenommen. Die Fortsetzung der Weddinger Torfstraße liegt in direkter Linie am Moabiter Ufer des Berlin-Spandauer Schifffahrtskanals. Die bis zur Zerstörung im Krieg bestehende Straßenbrücke ist durch den (etwas westlich versetzten) Torfstraßensteg ersetzt. Der Moabiter Straßenabschnitt liegt im (teilweise überbauten) Bereich der Ausländerbehörde Berlins und ist auf dem Plan der Vermessungsämter als Teil des Friedrich-Krause-Ufers bezeichnet. Andererseits sind in diesem Plan noch Brückenköpfe der vormaligen Brücke eingezeichnet, die Abschnittslänge von 210 Metern entspricht der Strecke Kanalnordufer bis S-Bahn-Strecke.
Des Weiteren sind für den Ortsteil, die nach RBS als „ZUFA“ (Ausbauanforderung) ausgewiesenen und nach Okstra-Klasse „N“ in privater Zuständigkeit stehenden, folgenden Verkehrswege aufgenommen.
- „Zufahrtstraße zum Großmarkt“ (5628, PLZ 10553): Von der Beusselstraße (zwischen Ludwig-Hoffmann- und Beusselbrücke) geht dieser Verkehrsweg ab und führt in einer Länge von 950 Metern in den westlich gelegenen Berliner Großmarkt hinein. Die Großmarkthallen sind der Beusselstraße 44 als geteilte Grundstücke 44A–44P zugeordnet.[136]
- „Zufahrtstraße zum Westhafen“ (5629, PLZ 13553): dieser Verkehrsweg mit einer (angegebenen) Länge von 990 Meter liegt auf dem Gelände des Westhafens in Fortsetzung der Westhafenstraße (von An der Putlitzbrücke) zur Beusselstraße. Die Anliegerstraße liegt am Südrand des Westhafengländes entlang der S-Bahn[137] und erschließt neben den von der „BeHaLa“ betriebenen Gewerbeobjekten und -hallen das Zentrale Grundbuchamt von Berlin und das Archiv der Staatsbibliothek.

Beiden Straßen sind keine Grundstücke zugeordnet.
Nach dem Berliner Straßenregister sind zudem einige Straßen (RBS: STRA) der Nachbarortsteile auch für Moabit in Abschnitten von geringer Länge angegeben, es ergeben sich allerdings Komplikationen diese Abschnitte auf der amtlichen Karte der bezirklichen Vermessungsämter zu finden. Die Unterschiede betreffen Straßenabschnitte jeweils auf Brücken und Uferbereiche, die ohne Grundstückzuordnungen sind.
- Altonaer Straße (Nr. 100): mit 70 m an das Hansaviertel grenzend.[138] Im Osten liegt die Straße in Tiergarten, zu Moabit gehört der Abschnitt über die Spree, auf der Hansabrücke bis Hansa-/Bundesratufer.
- Fennstraße (Nr. 1260): 60 Meter im Ortsteil grenzend an Wedding.[139] Dies entspricht dem Verlauf über die Fennbrücke (Berlin-Spandauer Schifffahrtskanal) und dem Anschluss über das Moabiter Ufer zur Kreuzung Friedrich-Krause-Ufer/Heidestraße, die Fortsetzung ist die Perleberger Straße, dir zunächst über die Perleberger Brücke führt.
- Gaußstraße (Nr. 1484): Aus Charlottenburg kommend sind nach Osten weitere 90 m Straßenlauf für Moabit benannt. Allerdings liegt auf der Karte von Berlin[140] die Ortsteilgrenze von Moabit am Nordrand der Sickingenbrücke, jedoch unter Einschluss der Breite des Charlottenburger Verbindungskanals an dessen Westseite.
- Lessingstraße (Nr. 2757): Die Straße liegt im Hansaviertel und 90 m sind für Moabit benannt. Die Lessingbrücke gehört in diesem Fall zum Ortsteil, da die Grenze zwischen Hansaviertel und Moabit am Südufer der Spree liegt.[141] Die Angabe von 90 Metern schließt auch den Uferstreifen in Breite des Bundesratufer ein.
- Sellerstraße (Nr. 4135): Die Ortsteilgrenze zu Wedding liegt am Ufer des Nordhafens. Die Sellerstraße liegt in Moabit über dessen gesamte Breite auf der Nordhafenbrücke bis zum Anschluss der B 96 in die Heidestraße.[142] Der Moabiter Abschnitt ist mit 210 m in der Straßenliste aufgeführt.
- Spreeweg (Nr. 4264): Zu dieser Straße in Tiergarten sind noch 90 m in Moabit genannt. Die Spree liegt in Moabit und damit gehört auch die Lutherbrücke zum Ortsteil.[143] Für die angegebenen 90 Meter wäre damit der nördliche Uferstreifen zwischen Präsidentendreieck und Martin-Hirschfeld-Ufer ein Abschnitt des Spreewegs, bevor nach Moabit hinein die Paulstraße beginnt.
- Willy-Brandt-Straße (Nr. 8376): Diese Straße hat nur das Grundstück 1, das Bundeskanzleramt in Tiergarten. Der weitere Verlauf liegt über die Moltkebrücke und somit die zu Moabit gehörende Spree(-breite).[144] Die im Straßenregister genannte Länge von 130 m in Moabit ergibt sich aus den beiden Straßenabschnitten durch getrennte Fahrbahnen.

### Kleingartenanlagen (KGA)
Die Berliner Kleingärten sind, soweit sie dem Bundeskleingartengesetz unterliegen, im Kleingartenentwicklungsplan aufgenommen und beschrieben. Der Plan enthält vier Kolonien auf dem Gebiet des Ortsteils.
- Bahnlandwirtschaften (BLW)
  - Unterbezirk Hamburg-Lehrter Güterbahnhof Gruppe Lehrter Straße: Diese Bahnlandwirtschaft liegt mit 35 Parzellen auf 9604 m² Pachtland der Eisenbahn. Sie ist im Kleingartenentwicklungsplans als 1202 aufgenommen und im Bestand an das Statut der Bahnwirtschaft gebunden (Status I b im Entwicklungsplan). Der Verein betreibt auf dieser ehemaligen Betriebsfläche der Bahn seit mehr als 50 Jahren die Kleingärten.[147]
  - Unterbezirk Moabit Gruppe Westhafen: Die KGA „Westhafen“ (1203) befindet sich mit 16 Parzellen auf 3863 m² Bahngelände und unterliegt den Bestimmungen der Bahngartenwirtschaft. Sie liegt nördlich gegenüber vom S-Bahnhof Westhafen entlang vom Gleiskörper der S-Bahn.
- KGA „Lehrter Straße“: Die KGA „Lehrter Straße“ (Kleingartenentwicklungsplan 1001) mit der Adresse Lehrter Straße 5 liegt gegenüber der Seydlitzstraße am Bogen der Lehrter Straße und grenzt an das Gelände des ehemaligen „Hamburg und Lehrter Containerbahnhofs“, sie ist im Kleingartenentwicklungsplans als 1001 aufgenommen. Hier lag der Beamtenfriedhof 1842–1849. Diese Dauerkleingartenanlage mit 43 Parzellen auf 11.484 m² Landespachtland gilt im Bestand durch die Darstellung als Grünfläche (KGA) im Bestand als dauerhaft gesichert.
- KGA „Seestraßeninsel“: Im Kleingartenentwicklungsplan als 1002 aufgenommen, ist diese Kolonie mit der Adresse Seestraße 131 als fiktive Dauerkleingartenanlage ausgewiesen. Auf der Insel zwischen Berlin-Spandauer Schiffahrtskanal und dem Ostende des Westhafenkanals befinden sich acht dauerhaft im Bestand gesicherte Parzellen (Kategorie Vb: im FNP als Grünfläche dargestellt) auf 3565 m² landeseigenem Pachtland, sie teilen sich die Insel mit der darüberführenden Seestraße und der Brückenmeisterei.

### Parks
- Carl-von-Ossietzky-Park: Er liegt im Karree südlich von Alt-Moabit zwischen den Häusern von Spener- und Paulstraße mit Zugang auch von der Melanchthonstraße.
- Essener Park: Ist im Straßenverzeichnis unter diesem Namen aufgeführt und liegt hinter Essener Straße 2–7 (fortlaufend), Krefelder Straße 16–22 (fortlaufend), Alt-Moabit 84–86b, Stromstraße 64–67a.
- Fritz-Schloß-Park auf dem ehemaligen Exerzierplatz zwischen Rathenower- und Lehrter Straße, der Park liegt entlang der Rathenower Straße zwischen Krupp- und Seydlitzstraße im Osten durch das Poststadion zur Lehrter Straße hin. Es steht ein Denkmal für Fritz Schloß und zur Erinnerung an den Aufstand des 17. Juni 1953.
- Kanzlerpark, er liegt zwischen dem Neubau des Bundesinnenministeriums und dem Wohnquartier Moabiter Werder am Nordufer der Spree. Der nicht öffentlich zugängliche Park ist über den Kanzleramtssteg mit dem Bundeskanzleramt verbunden
- Kleiner Tiergarten mit Ottopark: Die Grünfläche mit Anlagen, Bäumen und Rasen liegt zwischen Turmstraße und Alt-Moabit. Westlich der Stromstraße steht die Heilandskirche und über die Thusneldaallee hinweg nach Westen der Ottopark.
- Nordhafenpark, ist die begrünte Südseite des Nordhafens nordwestlich von Heidestraße und Sellerstraße, Der Parkteil am gegenüberliegenden Ufer gehört zu Wedding.
- Park auf dem Moabiter Werder: Die „Wohnhausschlange“ wird durch diese Grünanlage zwischen Spree (Magnus-Hirschfeld-Ufer), Paulstraße und Joachim-Karnatz-Allee begrenzt.
- Präsidentendreieck: Die Parkfläche zwischen S-Bahn-Bogen, Paulstraße und Spreeufer ist die Ausgleichsfläche für die Bauarbeiten am Bundespräsidialamt.
- Stadtgarten Moabit: Der Warenverkehr wurde auf dem Gelände des Güterbahnhofs Moabit gegenüber vom ehemaligen Containerbahnhof über die Heidestraße hinweg schon lange eingestellt. Bis zum Fall der Mauer wurden die Hallen nahe dem Grenzübergang Invalidenstraße von Speditionen in West-Berlin genutzt und seit der Wende zunehmend beräumt. Das Gelände wurde von 2007 bis 2012 zum Moabiter Stadtgarten umgebaut.[148]
- ULAP-Park: Das ULAP-Gelände war bis zum Ende der Nazi-Herrschaft als Folterstätte in Betrieb. Die Fläche (160 m × 130 m × 130 m) im Ostwinkel zwischen Bahnstrecke und Alt-Moabit wurde als Ausgleichsmaßnahme bei Ausbau des Bahnhofs aufgebessert.
- „Unionpark“ oder nach der Lage auch als „Bremer Park“ bezeichnet ist eine Grünfläche von 15.344 m² mit Spielplatz und Parkwegen. Vor der Kriegszerstörung war die Fläche mit Hinterhöfen bebaut.[149] Der Zugang ist über die grünen, zum Park anteiligen Grundstücke Unionstraße 5 (37 Meter), Bremer Straße 48 (60 Meter) und Wiclefstraße 8 (15 Meter) innerhalb der benachbarten Wohnhäuser und der durchgehend bebauten Grundstücke Oldenburger Straße im Westen.

### Sonstige Anlagen und Flächen
- Berliner Großmarkt an der Beusselstraße zwischen Bahngelände und Westhafenkanal
- Entwicklungsgebiet Europacity
- „Focus Teleport Dienstleistungszentrum“ an der Straße Alt-Moabit auf dem Gelände der ehemaligen Meierei C. Bolle
- Geschichtspark auf dem Gelände des ehemaligen Zellengefängnisses Moabit in der Nähe vom Hauptbahnhof
- Hauptbahnhof
- Hamburger Bahnhof das Museum für Gegenwart der Nationalgalerie
- Justizvollzugsanstalt Moabit
- Krankenhaus Moabit
- Moabiter Werder
- Poststadion
- Straße der Erinnerung am Spreeufer der ehemaligen Meierei C. Bolle
- Westhafen der größte Hafen Berlins

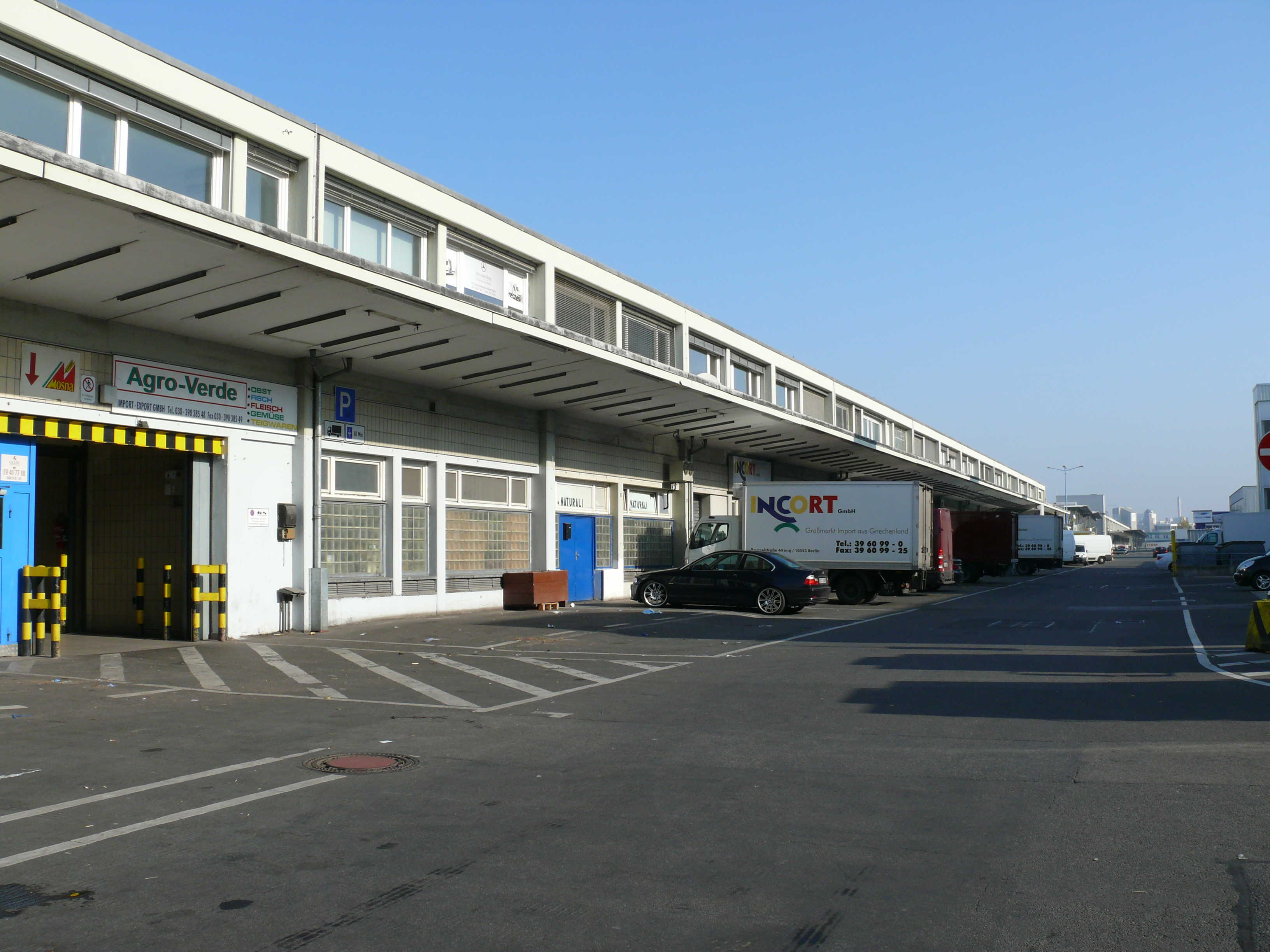
Berliner Großmarkt
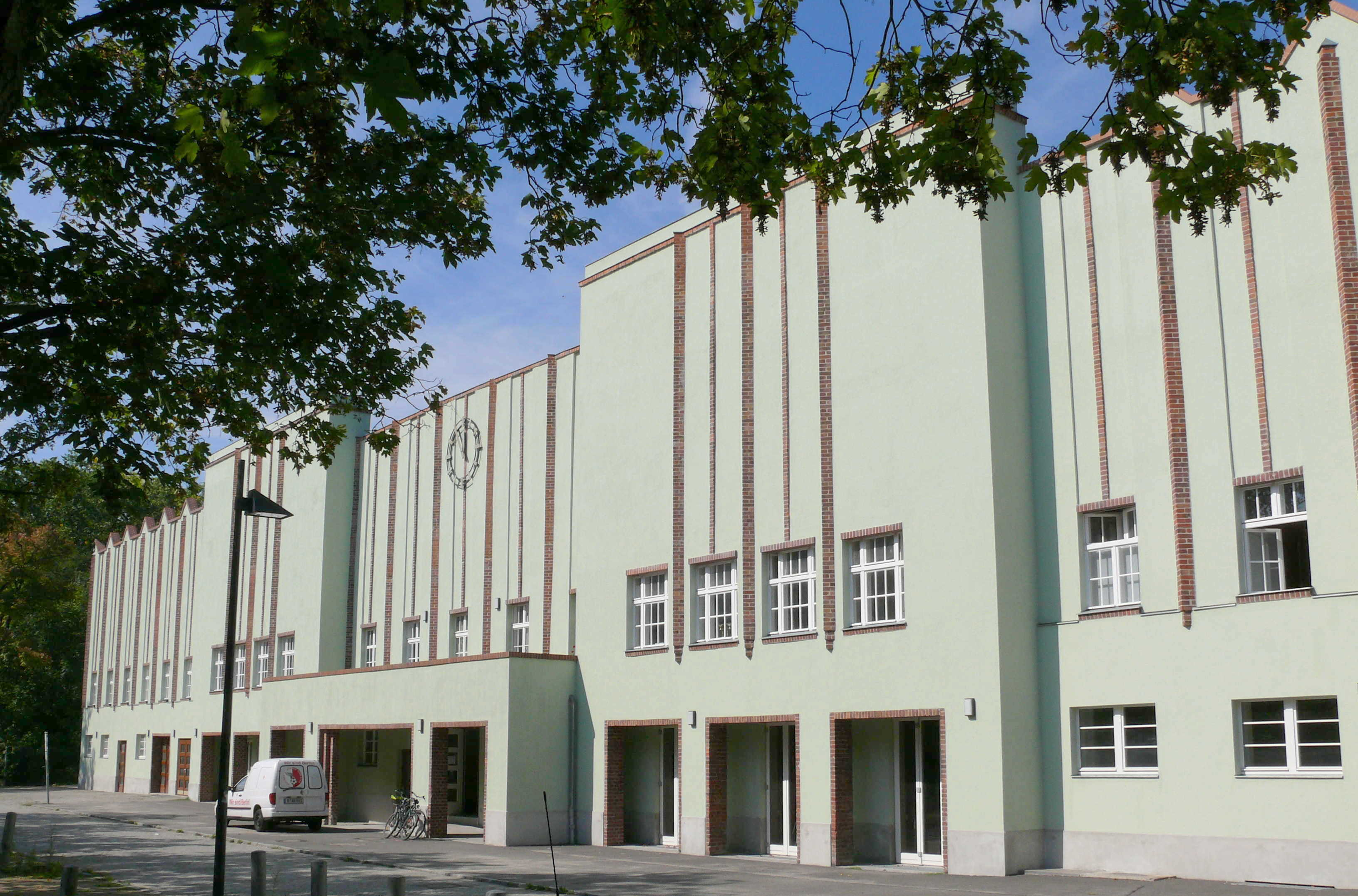
Renoviertes Eingangsgebäude zum Poststadion